# Tercera expansión incaica

Después de la fundación del Curacazgo del Cuzco por parte de Manco Cápac y durante los siguientes cien años de expansión y consolidación del estado inca, se pueden observar tres fases: la consolidación y primera expansión, a cargo de los Sapas Incas: Sinchi Roca y Lloque Yupanqui; la segunda expansión, bajo los gobiernos de Mayta Cápac, Cápac Yupanqui, Inca Roca, Yáhuar Huácac y Huiracocha Inca; y la tercera expansión del Imperio incaico, a cargo de Pachacútec, Túpac Yupanqui y Huayna Cápac.

Mapa de la expansión incaica: la etnia inca siempre fue un simple y pequeño señorío hasta que Pachacútec empezó con las verdaderas expansiones (a partir de 1438).

Sobre los gobernantes, Julio R. Sotomayor hace una aclaración a este periodo del Imperio: Los etnohistoriadores dan dos relaciones de los incas de la última generación, aquellos que llevaron al Tahuantinsuyo a convertirse en un gran imperio:
Relación 1: Pachacútec Inca Yupanqui, Inca Yupanqui, Túpac Inca Yupanqui, Huayna Cápac.
Relación 2: Pachacútec Inca Yupanqui, Túpac Inca Yupanqui, Huayna Cápac.
La diferencia entre ambas relaciones es la omisión de Inca Yupanqui en la segunda relación. El Inca Garcilaso de la Vega dice al respecto:

A estos dos reyes [Pachacútec Inca Yupanqui e Inca Yupanqui], padre e hijo, confunden los historiadores españoles dando los nombres de ambos a uno sólo. El padre se llamó Pachacútec; fue su nombre propio. El nombre Inca fue común a todos ellos, porque fue el apellido desde el primer inca llamado Manco Cápac, cuyo nieto se llamó Lloque Yupanqui, en cuya vida dijimos lo que significaba la dicción yupanqui, la cual dicción también se hizo apellido después de aquél rey. Y juntando ambos apellidos, que son Inca Yupanqui, se lo dicen a todos los reyes Incas como no tengan por nombre propio Yupanqui. Y estanles bien estos renombres, por que es como decir “César Augusto” a todos los emperadores. Pues como los indios, contando las hazañas de sus reyes y renombrandos sus nombres, dicen “Pachacútec Inca Yupanqui”, entienden los españoles que es nombre de un rey sólo y no admiten al hijo sucesor de Pachacútec que se llamón Inca Yupanqui. El cual tomó ambos apellidos por nombre propio y dio el mismo nombre Inca Yupanqui a su hijo heredero, a quien los indios, por excelencia y por diferenciarle de su padre, llamaron Túpac (quiere decir “el que resplandece”) Inca Yupanqui, padre de Huaina Cápac Inca Yupanqui y abuelo de Huáscar Inca Yupanqui. Y así se puede decir a todos los Incas, por apellido.
Inca Garcilaso de la Vega#GGC11C

Hecha la aclaración de Julio R. Villanueva Sotomayor y del mismo Inca Garcilaso de la Vega, hemos respetado la relación 2, para el presente artículo. Según Garcilaso de la Vega, al príncipe Titu Manco Cápac, su padre le habría cambiado el nombre por el de Pachacútec. Acosta lo llama Inga Yupanqui y otros le dicen Pachacútec Inca Yupanqui, nombre que él mismo se habría puesto después de deponer a su padre y a su hermano Urco (segundo golpe de Estado).
También se debe tener en cuenta que, al analizar la historia de esta expansión territorial, hay que tener en consideración que esta es recreada principalmente solo por lo escrito en crónicas posteriores de diversos autores basadas en cuentos orales transmitidos de generación en generación por décadas o incluso siglos antes de pasar a la memoria escrita por lo que es natural que existan distintas versiones sobre los mismos hechos.

## Origen
La más antigua referencia conservada al respecto la entregó el escritor e historiador Inca Garcilaso de la Vega, quien escribió sobre el encuentro, que habría ocurrido a principios del siglo XV, entre indígenas provenientes del actual Tucumán y Huiracocha Inca (8.º rey del Cuzco, c. 1400-1438):

El Inca Viracocha [...] visitó aquella costa de la mar hasta Tarapacá.

Estando el Inca en la provincia Charca, vinieron embajadores del reino llamado Tucma, que los españoles llaman Tucumán, que está doscientas leguas de los Charcas, al sureste.

Los embajadores [dijeron al Inca a su partida:] "te hacemos saber que, lejos de nuestra tierra entre el sur y el poniente, está un gran reino llamado Chili poblado de mucha gente, con los cuales no tenemos comercio alguno por una gran cordillera de sierra nevada que hay entre ellos y nosotros; mas la relación tenémosla de nuestros padres y abuelos, y pareciónos dártela para que hagas por bien de conquistar aquella tierra, y reducirla a tu imperio para que sepan tu religión, y adoren el sol y gocen de sus beneficios". El Inca mandó tomar por memoria aquella relación, y dio licencia a los embajadores para que se volviesen a sus tierras.
Capítulo 25, libro 5, parte 1, Comentarios Reales de los Incas (1609), pp. 255-257.

## Pachacútec Inca Yupanqui

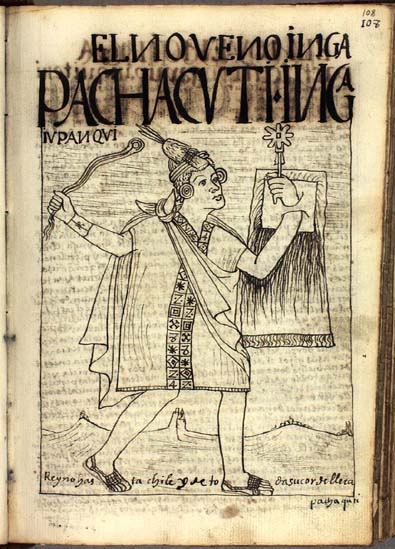
El noveno Inca: Pachacútec; dibujo de Felipe Guamán Poma de Ayala en Nueva crónica y buen gobierno (1615).

### Invasión chanca
A finales del reinado de Huiracocha Inca, cuando este "fuese muy viejo" y contrariando a su "gente de guerra", nombró a su hijo "bastardo" Inca Urco como "correinante", este prefirió huir del Cuzco ante la invasión chanca junto a su padre al pueblo de Chita o Caquiasacsahuana.
Inca Urco se ganó muchos enemigos entre los nobles incas, Sarmiento de Gamboa dice respecto a esto que: Inca Urcón era valiente y soberbio y despreciados de los demás, por lo cual vino a caer en indignación de la gente de guerra, especialmente de los hijos legítimos, y de Inca Roca que era el mayor, y de los capitanes Apo Mayta y Vicaquirao.
Los chancas, cuyo origen aún es confuso y también a ciencia cierta su territorio. Según Betanzos el señor de los chancas, Uscovilca (Uskowillka), residía en el pueblo de Paucaray (Paugaray) y sintiéndose poderoso armó un gran ejército y con seis de sus capitanes organizó tres grandes expediciones. Una fue al Condesuyo y otra al Andesuyo, la última bajo su propio mando se dirigió al Cuzco. Cieza de León relata que salieron dirigidos por dos capitanes desde junto a un lago de nombre Choclococha (Chogllococha), en Huancavelica, avanzaron conquistando hasta el valle de Andaguaylas y luego de vencer a los quechuas se establecieron ahí.
La tercera ofensiva al mando de los capitanes Astoy Huaraca y Tumay Huasca partió de Andahuaylas y continuo por las localidades de Curumpa, Cochacasa, Abancay y Curalmasi, vadearon en río Apurímac y ocuparon los llanos de Ichupampa a solo seis o siete leguas de su objetivo.
Desde Ichupampa los chancas enviaron mensajeros exigiendo la capitulación del anciano Sapa Inca, se dice que en Yucaypampa Huiracocha hizo la paz con ellos, pero su hijo, Cusi Inca Yupanqui desconoció el acuerdo y se rebeló, el anciano monarca huyó por consejo de su gente al pueblo de Chita, a una legua de la ciudad y desde donde podía escapar a Caquia Sacsahuana, fortaleza cercana a Calca, desde donde planeaba pactar con los invasores. Cusi en tanto reunió a siete parientes y capitanes amigos y acordaron resistir juntos a los chancas. Los nobles eran: Inca Roca (primogénito de Huiracocha), Apo Mayta, Vicaquirao, Quilliscachi Urco Huaranga, Chima Chaui Pata Yupanqui, Huiracocha Inca Páucar y Mircoymana (ayo de Inca Yupanqui).
Los jefes chancas se sorprendieron al saber de que Cusi planeaba resistir y le dieron un plazo de "tres meses" para reunir una fuerza digna de enfrentar a su poderoso ejército. El príncipe inca hizo todo lo que pudo por conseguir ayuda de las tribus vecinas pero se negaron ya que seguras de la victoria chanca temían el castigo de estos. Inca Yupanqui entonces solicitó con grandes ayunos a Huiracocha y al Sol que mirasen por su ciudad, se dice que en una de sus oraciones le prometieron ayudarlo en la batalla y que después sería un señor de muchas tierras.
Por el otro bando, tras hacer sus rituales los chancas a la localidad de Cochacalla y se prepararon para la inevitable batalla. De esta misma mucho se desconoce o se ha mezclado con la leyenda. Según Betanzos, Uscovilca ordenó a todos sus hombres el ataque de la ciudad desde Carmenca y Inca Yupanqui al grito de "chaya, chaya" ("a ellos, a ellos") se lanzó al ataque cuando entonces una fuerza de veinte escuadrones venidos del Collasuyo y del Condesuyo se presentó en el campo de batalla a auxiliar a los cusqueños que atacaron desde colina arriba a los chancas, el jefe de estos fue capturado y luego muerto, tras esto y horas de lucha los chacas se desbandaron.
Distinta es la versión de Pachacuti Yamqui Salcamaygua quién dice que tras la huida de su padre y volviendo Cusi al Cuzco a defenderla vio un mancebo blanco y hermoso en Callachaca y este le dijo: Hijo, yo os prometo en nombre del hacedor al que habéis llamado en vuestras tribulaciones, yo os digo que os oyó, y así será vuestra defensa y lo seréis victoriosos; pelead sin miedo. Tras eso el extraño desapareció, el príncipe volvió a su ciudad y reunió a hombres, mujeres y ancianos, todos los dispuestos a usar un arma se presentaron a la batalla, mientras un viejo consejero del Sapa Inca, Topa Huanchiri jefe del Inticancha ordenó hacer y armar como personas unas grandes figuras de piedra cerca del campo de batalla, llamadas Pururaucas, en el fragor de la lucha Cusi los confundió con cusqueños enviados por su padre y les grito: ¿Que hacéis allí, hermanos? ¿Como es posible que en esta ocasión estéis allí, sentaditos?! Levantaos ¡, fue cuando las rocas se convirtieron en hábiles guerreros y salvaron una batalla que parecía perdida.
Sarmiento de Gamboa relata que cuando los chancas atacaron la ciudad Cusi hizo todo lo que pudo por resistirles y cuando finalmente estos entraron se libró una feroz lucha por cada casa, en un barrio llamado Chocoscachona una mujer llamada Chañan Curicoca luchó tan valientemente que obligó a los invasores a retroceder, los chancas fueron finalmente rechazados y huyeron a los llanos de Ichupampa dejando atrás sus tesoros que fueron tomados como botín por los vencedores.

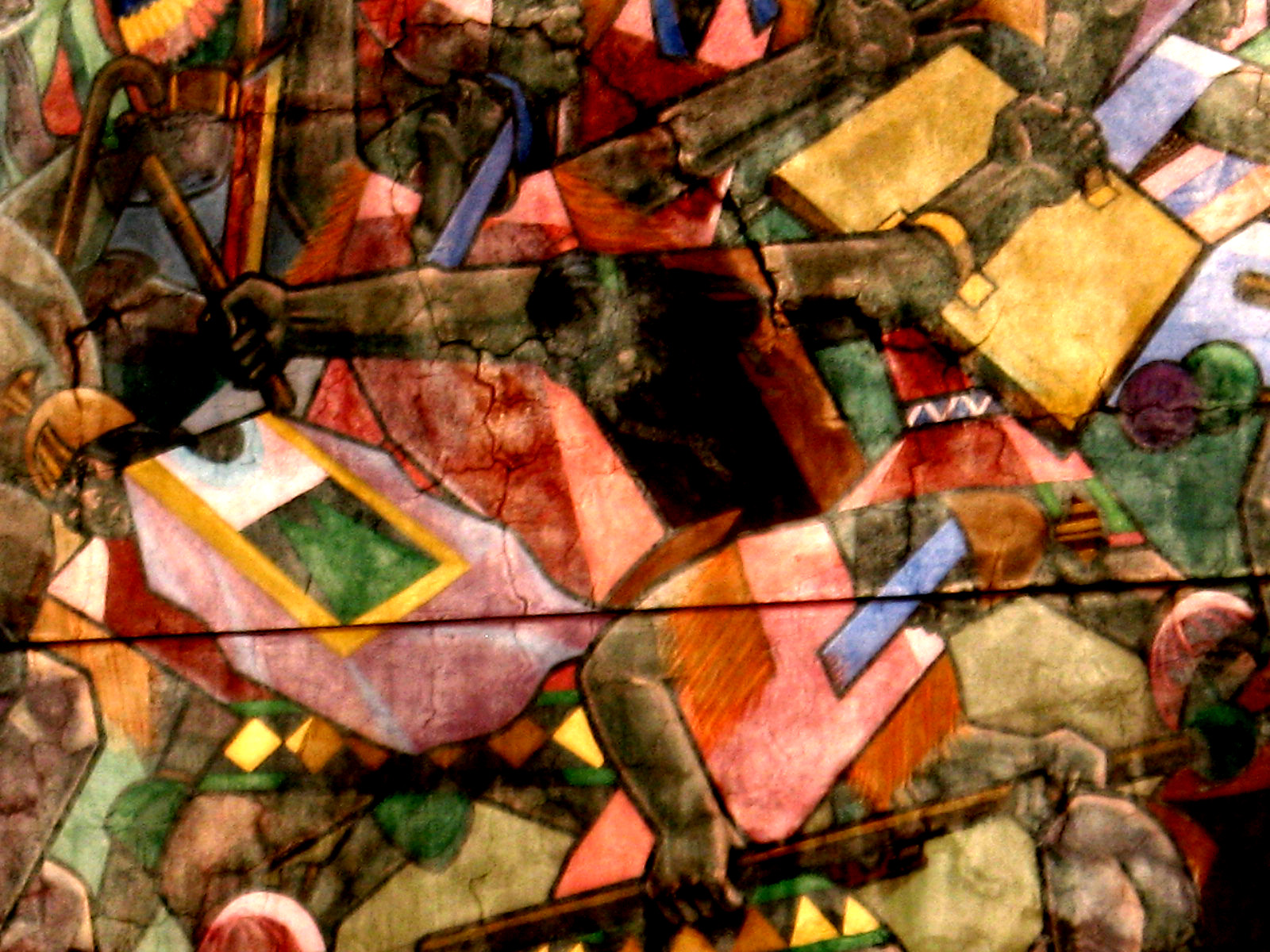
La guerra de los incas contra los chancas ha sido considerada como el episodio fundamental de la organización del Tahuantinsuyo. Su recuerdo inspiró muchas formas de representación artística. La ilustración muestra un soldado chanca atacando a un soldado inca (detalle de la pintura de Juan Bravo).

Según el historiador Herrera Cuntti el príncipe Cusi logró reunir unos 4.000 hombres para la defensa de la ciudad del asalto de los chancas.[cita requerida] Citando al libro Pachacúctec pasó los primeros 6 años de su reinado visitando su imperio, tras esto conquistó Vilca, Jauja, Tarma, etc. Tras otros 3 años de viajes se organizó otra campaña en la que se sometieron a Huaras (tras 6 meses de lucha), Cajamarca (tras 4 meses), Yauyos, Ica y Pisco, tras esto se realizó una nueva expedición, conquistándose a los chinchas (tras 4 meses de resistencia). Tras la llegada de refuerzos se lanza una ofensiva contra Chuquimanco que resistirá por 8 meses (Pedro Sarmiento de Gamboa) u 8 años (Pedro Cieza de León). Tras descansar los incas marchan a Cuismancu que se somete por medios pacíficos, a los 6 años se lanzan a una nueva conquista, los chimús. Tras esto el Sapa Inca se dedica a dictar leyes y organizar su estado política, económica y socialmente, muriendo tras casi 50 años de gobierno.
Betanzo menciona que los chancas no se dieron por vencidos tras su derrota y reorganizaron su ejército con las tropas triunfantes que volvían de las otras dos campañas, alcanzaban las 250.000 almas, frente les hizo Inca Yupanqui con 100.000 soldados, incluyendo muchos de los pueblos vecinos que se les unieron tras saber de su éxito en defender su ciudad. Estimaciones modernas reducen el tamaño del ejército chanca a 40.000 guerreros y el de los incas en unos 8.000 cuzqueños y un refuerzo de 20.000 quechuas reunidos tras la exitosa defensa del Cuzco.[cita requerida] El auqui cuzqueño organizó a sus tropas de modo de que cada curaca mandara a su gente y estos estaban ordenados en cuatro escuadrones, mandados por Inca Roca, Vicaquirao, Apo Mayta y él mismo. La batalla comenzó con el sol en lo más alto y fue muy disputada y sangrienta, los incas perdieron 30.000 hombres pero ninguno de los chancas sobrevivió y también los de Sacsahuana resultaron exterminados por apoyarles. Cifras más moderadas nos dicen que unos 22.000 chancas y 8.000 incas y aliados perdieron sus vidas en la contienda.
Sarmiento de Gamboa dice que los chancas se rehicieron en el llano y su líder Astoyguaraca envío un emisario a Cusi diciéndole que no se confiara de enfrentarlo nuevamente ya que su derrota se había producido por lo estrechas de las calles del Cuzco y que aún podía volverse su súbdito pero si lo enfrentaba en breve teñiría su lanza con su sangre. Inca Yupanqui le respondió diciéndole que como hijo del Sol y guardián del Cuzco jamás se le sometería. La batalla comenzó con un fuerte choque entre ambas fuerzas y durante mucho tiempo la lucha tan feroz no daba un claro vencedor hasta que Cusi atacó a Tomayguaraca y Astoyguaraca matándoles con su hacha, los decapitó y ordenó poner sus cabezas en picas para que los chancas les vieran, el efecto fue demoledor y los invasores huyeron pero fueron perseguidos por los cuzqueños que les masacraron sin misericordia. Tras la batalla Inca Yupanqui perdonó a los demás caciques chancas y los volvió sus leales aliados. Por otra parte el llano de Ichupampa, donde sucedió el sangriento enfrentamiento, pasó a ser conocido desde entonces de otro modo, como Yahuarpampa (llanura de sangre).[cita requerida]
Algunos dicen que Huiracocha sabedor de la victoria de su hijo se reconcilió con el y abdicó nombrándole gobernante, otros dicen que Huiracocha siguió siendo Sapa Inca hasta el final de sus días en Caquia Sacsahuana. Cieza de León cuenta en cambio que Urco confabuló contra Cusi celoso de su éxito y planeo asesinarlo, en la conspiración también participó el padre de ambos, Urco atacó a Inca Yupanqui con un pequeño ejército cerca del río Tambo, en un encuentro conocido como batalla de Paca, Cusi sabedor de los planes de su medio hermano estaba preparado y le derrotó y capturó, llevado al Cuzco fue castigado por su traición y cobardía con la muerte. Según algunos fue lanzado por el barranco del río Urubamba pero otros dicen que fue descuartizado vivo. Tras esto, algunos autores dicen que Cusi obligó a su padre a abdicar y cederle el trono, pasándose a llamar Pachacútec Yupanqui Cápac Intichuri, exiliando a su antecesor por el resto de su vida (1438).

### Primeros años

Territorios conquistados por Pachacútec, en color claro.

Al igual que sus antecesores, la primera actividad que debió realizar el nuevo Sapa Inca fue enfrentar una rebelión, esta vez organizada por los descendientes ayarmacas de Tocay Cápac. Una encarnizada batalla se llevó a cabo en Huanancancha, pero la superioridad del ejército inca dio la victoria a Pachacútec, quien, decidido a aniquilar definitivamente a los insurrectos, asoló los pueblos enemigos diezmando gran parte de su población. Después de esta derrota, el peligroso curacazgo de los ayarmacas no volvería a recuperar su antiguo poderío. El curaca ayarmaca fue conducido como prisionero al Cuzco, donde pasó el resto de sus días encerrado en prisión.[cita requerida]
Durante los primeros meses de su gobierno Pachacútec tuvo que someter a varios sinchis vecinos del Cusco: Páucar Ancho y Tocari Topa de Ollantaytambo; Ascaguana y Urcocona de Huacara; y Alcapariguana de Toguaro. A diferencia de las guerras realizadas en los reinados anteriores, estas campañas militares representaban un verdadero esfuerzo por consolidar una unidad territorial, un predominio de los cuzqueños sobre sus comarcanos. Las numerosas guerras que sostendría en el futuro le permitirían adquirir una enorme extensión territorial.
Algunas fuentes cuentan que tras esto el Sapa Inca pasó unos 6 años visitando su reino.[cita requerida] Pasado ese tiempo, alistó un ejército de 30.000[cita requerida] hombres (quizás más de 40.000) y salió hacia el Chinchaysuyo, acompañado de su hermano Cápac Yupanqui, transportado en andas, el Inca se dirigió hacia el río Apurímac. Al llegar a Curahuasi, a 26 leguas del Cusco, entregó una ñusta del Cuzco al jefe chanca Túpac Uasco. Con este acto Pachacútec logró la adhesión del sinchi. La expedición continuó hacia Andahuaylas, donde, tras una reunión del consejo de orejones, se resolvió avanzar hacia el territorio de los soras. La resistencia ofrecida por los sinchis Guacralla, de Soras, y Puxayco, de Chalco, fue desbaratada con facilidad. Los soras y rucanas huyeron hacia las proximidades del río Vilcas y se refugiaron en un peñón. Después de permanecer algún tiempo en Soras, el Inca levantó su cuartel general y se desplazó hacia Huamanga, conquistando todos los pueblos visitados en el trayecto. El siguiente objetivo fue Vilcashuamán, un centro importante de la región; cuando llegó a este lugar, Pachacútec mandó construir un Templo del Sol y varias edificaciones. De esta manera el asentamiento se convirtió en un importante centro administrativo.
Una vez dominada toda la región de los chancas y sus confederados, se emprendió el regreso a tierras cuzqueñas. Antes de llegar a la capital, el Sapa Inca debió someter a los sinchis Ocacique y Otaguasi, señores del pueblo de Acos, localizado a diez leguas del Cuzco. Como represalia por haber sido herido en la cabeza durante el enfrentamiento, Pachacútec desterró a los sobrevivientes y los reubicó en los términos de Huamanga, donde está hoy el pueblo de Acos.
De Vilca, pasó al curacazgo de Xauxa, perteneciente al reino Huanca. Se le conquistó pacíficamente y se les subdividió en tres: Sausa, Marcauillca y Llacsapallanca. Esta conquista y reordenamiento, estuvo a cargo de Cápac Yupanqui. Este general también conquistó Tarma y Pumpu (Bombón). Sometió a los antis de la selva. Retornando a Pumpu, subió hacia el norte y sometió por la fuerza a los Chucurpu. Siguió a Ancara y Huaillas y retornó al Cuzco. El Inca Pachacútec, se dedicó a hacer obras públicas en todo el Imperio: templos del sol, casas de las vírgenes del sol, fortalezas, casas reales en el Qhapaq Ñan, tambos para abastecimiento del ejército incaico y para la población para casos de desastres, guerra o hecatombe. Esta visita duró tres años más y luego retornó al Cuzco, en donde permaneció varios meses.[cita requerida]
Pasados diez años de la guerra contra los chancas y su destierro murió en su residencia de Calca el viejo Inca Huiracocha. En honor a su rango, Pachacútec organizó un solemne entierro. El cuerpo del Sapa Inca difunto fue paseado en andas por el Cuzco portando sus armas e insignias reales. El cortejo fúnebre se desplazaba acompasado por el lento retumbar de los tambores, cuyo sonido marcaba el paso de decenas de guerreros. Al poco tiempo, Pachacútec reinició su campaña militar expansionista, enviando un grupo de soldados al mando de Apo Conde Mayta hacia la frontera con el Reino Colla, poderoso grupo que tenía como señor a Chuchi Cápac, también conocido como el Colla Cápac. No tardó Pachacútec en unirse a estas tropas de avanzada, ingresando en tierras enemigas hasta llegar al pie del Vilcanota. Según Garcilaso de la Vega las tropas cuzqueñas superaban los 450.000 hombres.
Enterado el Colla Cápac de la incursión inca en sus territorios, se dirigió con sus ejércitos al pueblo de Ayaviri para esperarlos. Al llegar Pachacútec a esta localidad pudo comprobar que no se produciría un sometimiento pacífico, por lo que se entabló una larga batalla. A medida que la lucha se prolongaba temiendo ser derrotados, los collas se replegaron hacia Pucará, hasta donde fueron perseguidos por los incas. En Pucará se libró un segundo enfrentamiento del que no solamente salieron victoriosos los cuzqueños, sino que lograron tomar prisionero al poderoso Colla Cápac. Una vez asegurado el triunfo, Pachacútec se dirigió a Hatun Colla, morada del curaca derrotado, donde permaneció hasta que todos los pueblos subordinados se acercaron a rendirle obediencia. Tras pequeñas luchas con los pobladores de Juli y los pacasas, Pachacútec consiguió dominar todo el Collao, dejando allí guarniciones y un gobernador general. Su siguiente destino fue el territorio de Condesuyos: sus conquistas le llevaron por Arequipa y Camaná, y regresó al Cuzco por Chumbivilcas (aprox. 1450).

### Campañas de Cápac Yupanqui
Luego de varios meses, decide con su hermano y consejeros, el inicio de una nueva acción de conquista, esta vez al Chinchasuyo. El ejército imperial es puesto a órdenes de Cápac Yupanqui ya que el Sapa Inca se encontraba en los trabajos para engrandecer al Cuzco, con apoyo de su sobrino el príncipe heredero Inca Yupanqui. El ejército imperial fue aumentado a 50.000 hombres.
Estando el Inca Pachacutec absorto con sus obras en el Cuzco, ya no tenía tiempo para continuar con las expediciones. Los incas llegaron a Chucurpu; desde ahí conquistaron pacíficamente el curacazgo de Pincu. Desde este sitio se envió mensajeros a Huaras, Piscopampa y Cunchucu, conminándoles al sometimiento. Estos pueblos se juntaron y resolvieron pelear por su libertad. Cápac Yupanqui, decide dividir su ejército en cuatro divisiones de 10.000 hombres cada una. Su intención era cercarlos y rendirlos por hambre. Las batallas fueron duras y duraron seis meses, al término de los cuales, las enfermedades, la mortandad y el hambre terminó por doblegarlos, sometiéndose al Imperio Inca. El ejército siguió hacia el norte conquistando pacíficamente Huamachucu.[cita requerida]
Cerca de Huamanga, los naturales de Parcos se refugiaron en la fortaleza de Urco Collac y ofrecieron resistencia. Entre las tropas al mando de Cápac Yupanqui se hallaba un jefe chanca llamado Anco Ayllo, que comandaba a un grupo de esa nación. Bajo sus órdenes, los chancas asaltaron el fuerte rebelde con tan buena suerte que se apoderaron de él. La noticia enfureció a Pachacutec porque encontró que el triunfo chanca disminuía a los cuzqueños y envío un mensaje a Cápac Yupanqui con la orden de exterminar a todos los chancas. Sin embargo, la noticia fue oída por una concubina del general que era hermana de Anco Ayllu. La mujer dio aviso de las intenciones de los cuzqueños y el jefe chanca decidió huir con sus tropas a la región de la selva que protegería su partida. Por entonces se hallaban en la sierra de Huánuco y de noche en silencio los chancas levantaron su real y se dirigieron a la zona cálida de Rupa Rupa. Descubierta su partida, el general inca los persiguió pero sin éxito. Entonces, Cápac Yupanqui continuó su marcha por la sierra llegando hasta Cajamarca, lejos de los términos señalados por Pachacútec.
El jefe chanca Anco Ayllo (también llamado Anco Ayllu, Hancouallu, Huancohuaullu, Anco Huallo o Ankoallo) reunió 8.000 guerreros (40.000 de sus gentes) en las fortalezas de Challcumarca y Suramarca, pero al saber que el Inca envió a su hermano y general Páhuac Maita a pacificar a los chancas el cacique escapó por el valle de Huallaga estableciéndose en Mutupampa, lejos del dominio incaico. Páhuac Maita cumplió su misión y el Sapa Inca envió unos 10.000 colonos a poblar y asegurar el territorio de los chancas. Después de un largo viaje desde Ayacucho los chancas se establecieron en la actual Amazonia peruana en una serie de comunidades, la principal fue Lamas que pasó a ser su nueva capital.
Los incas plantearon el sometimiento a los caxamarcas pero estos se negaron, su gobernante Gusmango Cápac se había aliado con los chimús y fuerzas de ambos pueblos esperaban atrincheradas a los incas.[cita requerida] Se produjo una feroz batalla con muchos muertos pero a la larga los incas se impusieron Estas batallas duraron cerca de cuatro meses, al cabo de los cuales los caxamarcas se atrincheran en sus fortalezas, cerros y riscos; ahí comienza el asedio inca, táctica, que con el tiempo comenzó a ablandar a los caxamarcas hasta que se sometieron. Cápac Yupanqui consiguió un fabuloso botín que asombro a los cusqueños y fue extendido en la plaza de Cajamarca. Según el fray Martín de Murúa, el Inca Pachacútec ordenó que el rey de Caxamarca, Husmancu Cápac, fuera enviado al Cuzco, donde murió en prisión.
De Caxamarca, Cápac Yupanqui e Inca Yupanqui, resuelven retornar al Cuzco, en el camino de retorno, conquistan pacíficamente a los Yauyos. Luego de cuatro años, Pachacútec forma un ejército de 30.000 hombres y se dirigió al Chinchasuyo. Otro ejército de 30.000 hombres quedó en reserva en el Cuzco, los que debían partir cada dos meses a los llanos. Este ejército estuvo al mando del Sapa Inca y de los generales Cápac Yupanqui e Inca Yupanqui. El ejército imperial hizo pascanas en Rucana y Hatun Rucana, llegando a Nazca. De este sitio, mandaron emisarios a los valles de la costa a exigir el sometimiento de los pueblos que ahí habitaban. Los pueblos del valle de Ica y de Pisco, se sometieron pacíficamente y sin mayor dificultad. En Ica, el ejército imperial, construyó una gran obra de irrigación por disposición del Inca Pachacútec, que trajo agua de la sierra a la costa. Esta magnífica obra de ingeniería hidráulica, aseguró el abastecimiento de agua durante el año y duplicó las áreas cultivadas en el valle.[cita requerida]
Con un nuevo ejército que trajo Inca Yupanqui desde el Cuzco, se reemprendió la conquista del Chinchasuyo. Cápac Yupanqui con Inca Yupanqui, se movilizaron hacia el valle de Runahuánac, para conquistar Huarcu, Mala, Chilca, que pertenecían al rey Chuquimanco de los guarcos. Dicho rey, quiso emboscar a los incas en el río Runahuánac, pero los incas lo cruzaron, lo que obligó al ejército de Chuquimancu a retirarse a Huarcu, en donde resistió con 20.000 soldados. La guerra duró ocho meses; sin embargo Pedro Cieza de León dice que duró ocho años. Las batallas fueron feroces y murió mucha gente. La guerra se prolongó tanto que el Sapa Inca construyó un fuerte en Runahuánac, llamado Incahuasi, que lo usaron como centro de operaciones. El ejército incaico, tuvo que ser reabastecido con hombres, armas y alimentos, hasta en cuatro ocasiones. Runahuánac, general del ejército de Chuquimanco, al ver su valle ocupado por los incas, se rindió sin ninguna consulta previa y abandonó a su rey; a su vez Chuquimancu, al tener conocimiento de ello y para evitar el abandono de sus generales, terminó por rendirse y someterse a los incas.[cita requerida]
Se debe de mencionar que el valle de Huarcu era rico por la calidad de sus tierras, su principal acceso se hallaba protegido por una muralla alta con tres fuertes, tras una guerra feroz de tres o cuatro años los incas planearon un ardid mediante el cual se ofrecía la paz a los yungas, la cual debía ser conmemorada mediante una gran ceremonia y ofrendas al mar; al ingresar ingenuamente al mar, las tropas incaicas aprovecharon el descuido para ingresar al señorío y tomar el control del mismo. El motivo principal, según las crónicas, de que la guerra se alargara tanto, es el inclemente calor que atemorizaba a los incas, obligándolos a retornar valle arriba, a las quebradas, tiempo en el que aprovechaban los huarcus para recuperar sus cultivos y reorganizar sus fuerzas militares, a la espera de un nuevo embate por parte de los incas. Según las crónicas, luego de la derrota de los locales, las represalias tomadas por los cuzqueños fueron aterradoras (costumbre muy empleada por los incas a modo de intimidación) sufriendo el aniquilamiento de su población al ser condenados a morir ahorcados en los muros de la Fortaleza del Guarco. Cuentan los cronistas que la jefa de Guarco era una mujer muy hermosa y sus coqueteos al Sapa Inca dieron celos a la Coya que pidió al monarca que dejara en sus manos el dominar a los rebeldes. Divertido, el soberano accedió a ello. La Coya envío una embajada a la curaca asegurándole que quedaría en su puesto y solo le pedía celebrar una gran fiesta en honor de Mamacocha, el mar. Cuando todo el pueblo se hallaba en alta mar, los soldados incas entraron sigilosamente en Guarco y se apoderaron del señorío.
Debido a ello y en vista de que sus hijos eran aun pequeños, encomendó a su hermano Cápac Yupanqui con el príncipe Túpac Yupanqui dirigirse a la costa, al próspero señorío de Chincha. Existe una relación de este primer encuentro con los chinchanos pues fue un reconocimiento, un intento por establecer una relación amistosa antes que una conquista. Al llegar a Chincha, Cápac Yupanqui manifestó no querer otra cosa que la aceptación de la superioridad cuzqueña y colmó de regalos a los curacas chinchanos para mostrar la magnificencia inca. Los costeños no tuvieron inconvenientes en reconocer al Sapa Inca y seguir pacíficamente en su señorío. La prosperidad de estos costeños se debía a los trueques de larga distancia que realizaban por vía marítima en balsa con el norte, actual Ecuador. Más aún, estos "mercaderes a modo de indios", mantenían un intercambio terrestre con hatos de camélidos con el Collao y el Cuzco. Es solo posteriormente, durante el reinado de Túpac Yupanqui, que se producirá una verdadera anexión territorial.
Otros relatos nos dicen en cambio que cuando los incas llegaron a Chincha enfrentaron una fuerte resistencia. El ejército del reino Chincha, tomó la iniciativa y salió al valle a darle encuentro al ejército incaico que se acercaba desde el sur. Una paraca (viento intenso con arena) intensa desbandó a ambos ejércitos. Los de chincha retornaron a sus valles y luego de recomponer al ejército imperial, los incas fueron a buscarlos a sus valles. Las batallas fueron muy crueles y con muchos muertos en ambos bandos. Llegaron los refuerzos incas previstos por Pachacútec. Cápac Yupanqui, fracciona el ejército en dos y ordena a Inca Yupanqui que suba a la sierra. Mientras tanto el general cuzqueño ordena a su ejército destruir los sembradíos y las tomas de agua, a la vez que daba un feroz ultimátum a los chinchas. A pesar de ello, los chinchas resistieron cuatro meses, luego de los cuales tuvieron que rendirse y someterse al Imperio.[cita requerida] Pero la mayoría de las fuentes señala que entre 1458 y 1460 aprox., los chincha fueron conquistados por el Imperio Inca durante el gobierno de Pachacútec por su hijo Túpac Yupanqui, llegando a establecerse luego de la primera resistencia ante la conquista, «muy buenas relaciones amistosas y comerciales», hasta el extremo de que incluso ayudaron a expandir el imperio. Sus curacas Tambianvea y Hatunca gozaron de la amistad personal de los Sapas Incas Pachacútec, Túpac Yupanqui, Huayna Cápac y Atahualpa, por haber participado en la expansión del imperio Inca al norte, centro y sur.[cita requerida] Tras esto el Inca ordenó una nueva expedición a la sierra del Chinchasuyo.
Tras el descanso y de reabastecer nuevamente al ejército imperial con hombres, armas y alimentos, Cápac Yupanqui reemprendió la marcha hacia la costa central del Chinchasuyo, hacia el reino de Cuismancu que se extendía por los valles del Pachacámac, Rímac, Chancay y Huamán. Julio R, Villanueva Sotomayor, cuenta este pasaje:[cita requerida]

“Al escuchar los apercibimientos del Inca, el rey de Cuismancu le mandó decir que sus dioses:
- Pachacámac (“hacedor y sustentador del mundo)
- Rímac (“el que habla”)
- Mamacocha (“madre mar”)
- Eran superiores al Inti, por lo que se consideraba tan rey como el del Cozco”.

Como los Incas también reconocían a Pachacámac como dios, a pesar de conocerlo sólo porque su fama venía desde antes, Cápac Yupanqui reiteró su petición de sometimiento pacífico”.[cita requerida] Luego de negociar varios requisitos que fueron aceptados por los incas, se logró el sometimiento de todo este valle al Imperio. La conquista inca del reino de Cuismanco se produjo en 1456, según Cieza de León, o en 1461, de acuerdo con Cabello Balboa. Fue política inca mantener el poder de las clases dirigentes conquistadas, trasladar a las etnias rebeldes y asentar mitimaes en tierras conquistadas, tanto para imponer el nuevo orden como para asegurar subordinación al imperio, manteniendo, a la vez, los privilegios de los linajes conquistados. Las estimaciones modernas son entre 1460 y 1462.
Según parece, el general se vanaglorió de haber obtenido tesoros mayores a los de su hermano, el Sapa Inca. Solo entonces, Cápac Yupanqui tomó el camino de regreso al Cuzco con sus adquisiciones. Cuando estaba en Limatambo, llegaron mensajeros del Inca, quien ordenaba la detención del general y la pena de muerte por la huida de los chancas. Según tradición inca, el triunfo de Cápac Yupanqui lo convertía en hábil y suficiente, hecho que hacía sombra al soberano que temió que se sublevara contra el.

### Campañas de Túpac Yupanqui

Territorios conquistados por Túpac Yupanqui como Auqui, en color claro.

A partir de las crónicas realizadas por cronistas españoles Pedro Sarmiento de Gamboa, Martín de Murúa y Miguel Cabello Valboa durante la conquista; recogieron una serie de relatos sobre que, estando en la costa norte (en las islas Puná), habría tenido conocimiento de unas islas lejanas en las cuales encontraría oro, decidiendo ir en pos de ellas. Alistado una gran flota de balsas, habría zarpado con 20.000 expedicionarios, llegando a unas islas llamadas Ninachumbi y Auachumbi; algunos historiadores postularían como hipótesis de que estas islas serían verdaderas y estarían ubicadas en la Polinesia.
Esta crónica dio pie, al historiador José Antonio del Busto, para la formulación de una teoría sobre que esas dos islas serían Mangareva y Rapa Nui, basándose en treinta pruebas que considera haber descubierto, entre ellas el hecho que en Mangareva existe una leyenda sobre un rey tupa, que vino del este en balsas con velas, trayendo orfebrería, cerámica y textilería y del que hasta hoy existe una danza. Un relato similar existiría en las islas Marquesas. Además, agrega que el Ahu Vinapu, en Rapa Nui, está construido en forma similar a las construcciones incaicas del Cuzco, y que el rey tupa en Rapa Nui habría tomado el nombre de Mahuna-te Ra'á, traducido como "hijo del sol" sobre la base de una leyenda rapa nui. Retornó a los dos años trayendo consigo gente negra (que serían prisioneros polinesios hallados en Mangareva), sillas de latón (que sería en realidad un trono de un material parecido a la tumbaga, recogido del Reino Chimú al terminar el viaje), pellejos y quijadas de caballos (que más podían haber sido de lobos marinos machos) que fueron conservadas en la fortaleza de Sacsayhuamán. Esta hipótesis es apoyada por la travesía que hizo el explorador noruego Thor Heyerdahl, denominada Kon-tiki en honor al dios de los incas, Wiracocha, el creador del universo, pues Kon-tiki es una advocación del mismo.

"y andando Topa Inga Yupanqui conquistando la costa de Manta y la isla de la Puná y Túmbez, aportaron allí unos mercaderes que habían venido por la mar de hacia el poniente en balsas, navegando a la vela. De los cuales se informó de la tierra de donde venían, que eran unas islas, llamadas una Auachumbi y otra Niñachumbi, adonde había mucha gente y oro. Y como Topa Inga era de ánimos y pensamientos altos y no se contentaba con lo que en tierra había conquistado, determinó tentar la feliz ventura que le ayudaba por la mar. Después de atisbar de cómo Túpac Yupanqui se entero de la existencia de unas islas auachumbi y ninachumbi, esto avisado y confirmado por un mercader llamado Autarqui. Se determinó ir allá. Y para esto hizo una numerosísima cantidad de balsas, en que embarcó más de veinte mil soldados escogidos. Navegó Topa Inga y fue y descubrió las islas Auachumbi y Niñachumbi, y volvió de allá, de donde trajo gente negra y mucho oro y una silla de latón y un pellejo y quijadas de caballo. Hago instancia en esto, porque a los que supieren algo de Indias les parecerá una caso extraño y dificultoso de creer".
Pedro Sarmiento de Gamboa

Según el historiador Antonio del Busto lo hizo Túpac Yupanqui cuando tenía 25 años, alrededor del año 1465, aunque algunas fuentes dicen que lo hizo en 1489.
Seis años tras la conquista de Cuismancu, Pachacútec nuevamente organiza otro ejército con 30.000 hombres, quienes al mando de su hijo Túpac Yupanqui, se movilizan para conquistar los valles al norte del río Chillón hasta las alturas de Cajamarca. En el valle del Rímac, los curacas de la zona, refuerzan al ejército incaico, con hombres y pertrechos militares. De aquí, el ejército pasó al valle de Huamán (Barranca) y conminó al sometimiento al rey Chimú, que controlaba los valles de Parmunca, Huallmi, Santa, Huanapu y Chimú. La respuesta del rey Chimú fue: “que los esperaba con las armas en la mano para morir en defensa de su patria, leyes y costumbres y que no quería nuevos dioses” (Julio R. Villanueva Sotomayor, lib. cit.).
Se dirige Túpac Yupanqui a Parmunca, en donde traba batalla con los chimús, con ventaja para estos últimos; Túpac Yupanqui se vio obligado a solicitar refuerzos a su padre. La llegada de cuismancus y chuquimancus, hizo retroceder a los chimús hasta el valle de Huallmi; luego de violentas batallas, fue tomado por los incas que avanzaron hasta el valle del Santa. En este valle la resistencia chimú fue feroz. El auqui cuzqueño, recibió un ejército de refuerzo de 20.000 hombres y embistió ferozmente a las tropas chimús, que cansadas ya no podían resistir más.
Dirigiendo entonces su atención el príncipe cuzqueño a la amurallada capital enemiga: Chan Chan. Ante esto, Túpac Yupanqui elaboró una certera estrategia: secar el acueducto del río Moche, principal proveedor de agua para Chan Chan. Como la ciudad se encuentra en medio del desierto, no tardó muchos días en anunciar la rendición. Chimú Cápac, en consejo, decidió la rendición y el sometimiento[cita requerida](aprox. 1470).
La ciudad salvó por ello de ser saqueada, pero con la destrucción de los acueductos y el hecho de que el príncipe inca se llevara a su capital a la mayoría de los artesanos (ceramistas, orfebres y tejedores) se fue despoblando. El último monarca Chimú independiente, Minchancaman, fue apresado y llevado al Cuzco, su hijo, Chumun Caur, pasó a ser gobernante vasallo del Sapa Inca pero reubicando la capital a Chiquitoy Viejo, valle de Chicama, lo que aceleró la decadencia de Chan Chan.
Otras fuentes como Cobo, cronista español, dice que tras la conquistas de Túpac Yupanqui en Ecuador al volver a su capital bajo a los llanos costeros. El historiador Alden Mason en Las Antiguas Culturas del Perú, dice que los chimús terminaron por desconocer la autoridad imperial y el Sapa Inca realizó una segunda campaña. Al respecto el historiador Luis Valcárcel asegura que en el valle del Chimo hubo recia lucha que al principio pareció ser esquiva a las armas imperiales, pero que al final se impuso. El historiador Riva Agüero, asegura que tras la derrota de los Chimús, su capital Chan-Chán fue saqueada y destruida, pero años más tarde había sido reconstruida.
El Obispo de Trujillo, Carlos Marcel Corno, aseguraba en 1610, que la conquista de los chimús por los incas, se realizó precisamente durante el gobierno del Chimú-Capac, Minchan Camán en que alcanzó su mayor apogeo, pues se extendía desde Tumbes hasta Carabayllo en Lima, cubriendo más de 200 leguas. El citado Obispo, refiriéndose a la expedición punitiva de Túpac Yupanqui, dice que “matando mucho número de indios y quitándoles el oro y la plata y otras cosas que tenían, los subyugó. En especial hizo mayor estrago en este valle del Chimor por la resistencia que hizo. También asegura, que al Chimú-Capac prisionero, lo llevó consigo al Cuzco (otros cronistas aseguran que le mandó a matar) donde lo casó con una hija suya, habiendo muerto en la ciudad imperial. Antes de reemprender viaje al Cuzco, Túpac Yupanqui dejó como rey Chimú a un hijo de Minchan Camán, llamado Chumún Caur, el cual había estado refugiado en el valle de Huara con su madre Chanquir Guanguan. El Sapa Inca dispuso que comparecieran ante su persona y le mandó a gobernar la nación Chimú en lugar de su padre, con orden de que fuera su tributario. El nuevo monarca y sus descendientes cumplieron con enviar cada año al Cuzco, plata, ropa, mujeres, hijas de los caciques y otros tributos, hasta que llegaron los conquistadores españoles.
En Lambayeque el cacique más importante de la región era Oxa, que también fue sometido por Túpac Yupanqui, lo mismo que otros menores en Motupe, Jayanca y Cinto. Según Zárate, él “Chimo Cápac se rebeló y Guayna Cápac fue a someterlo, lo venció haciéndolo ejecutar”, prohibiéndole a los chimús usar armas y a miles desterró a Collique, Maranga, Cañete, Ica, Cajamarca, Cuzco y las selvas del Marañón. Chan Chan quedó casi desierto.

### Obras de Pachacútec
Conquistado el Reino Chimú, el Sapa Inca se dedicó a visitar todos los valles, haciendo construcciones e instruyendo a sus pobladores. Pachacútec, fue el primer demarcador del Imperio incaico: mandó que el imperio se dividiera en “guamanis”, de 10.000 familias cada uno. En todas sus conquistas, los incas respetaron las tierras de los curacas. Las tierras de las comunidades aldeanas y las nuevas anexadas por obras de irrigación, las dividió en “tupus” y las repartió entre los runas, a razón de un tupu por familia.[cita requerida]
Se casó con la Coya Anahuarque y con ella tuvo a su heredero Inca Yupanqui. Reinó por casi 50 años y tuvo varias mujeres y muchos otros hijos, “que con ser tantos, dicen los indios que eran pocos para hijos de tal padre”. Para el historiador inglés Sir Clement Markham, Pachacútec es: “El más grande hombre que la raza aborigen de América haya producido”. Además de la expansión del Imperio a la que hemos referencia en líneas anteriores, Pachacútec Inca Yupanqui, durante los recorridos por su imperio, hizo o dispuso que se hagan las siguientes obras de infraestructura:[cita requerida]
- a) Templos del Sol en los principales poblados.
- b) Casas de las Vírgenes del Sol.
- c) Fortalezas en lugares estratégicos para defender sus dominios.
- d) Casas reales en los valles y en los sitios de bello paisaje y de clima benigno.
- e) Casas reales o palacios en los caminos del Inca, edificaciones que mandó a construir mientras realizaba la visita.
- f) Tambos o depósitos reales para abastecimiento de sus tropas y ayuda a los pueblos más necesitados, en casos de guerras o hecatombes naturales (diluvios, sequías, terremotos, llocllas, etc.).

Las principales disposiciones sociales que tomó Pachacútec fueron las siguientes:
- a) Todos los hijos le debían obediencia y servicio a sus padres hasta los 25 años.
- b) En caso de no haber practicado el servinacuy, nadie se casase sin permiso de los padres.
- c) En caso de haber hecho el servinacuy, y si ello resultase exitoso, podrían legalizar su matrimonio con la aprobación de los padres y legitimando a sus hijos.

Tal como dice Blas Valera, Pachacútec Inca Yupanqui, impuso orden y tranquilidad en el Tawantinsuyu, mediante las siguientes leyes:

- "a) Cuando los súbditos y sus capitanes y curacas obedecen de buen ánimo al rey, entonces goza el reino de toda la paz y quietud.
- b) El que mata a sus semejantes necesario es que muera. Por lo cual los reyes antiguos, progenitores nuestros, instituyeron que cualquier homicida fuese castigado con muerte violenta. Y nos lo confirmamos de nuevo.
- c) En ninguna manera se deben permitir ladrones. Los cuales, pudiendo ganar hacienda con honesto trabajo y poseerla con buen derecho, quieren más haberla hurtando o robando. Por lo cual es muy justo que sea ahorcado el que fuere ladrón.
- d) Cuando los súbditos obedecen lo que pueden, sin contradicción alguna, deben los reyes y gobernadores usar con ellos de liberalidad y clemencia. Más de otra manera, de rigor y justicia, pero siempre con prudencia.
- e) Los jueces que reciben a escondidillas las dádivas de los negociantes y pleiteantes deben ser tenidos por ladrones y castigados con muerte, como tales."

Blas Valera#GGC11C

Durante el reinado de Pachacútec y según investigaciones modernas de alta tecnología y precisión irrefutables, habría ocurrido la muerte de “Juanita”, llamada también "La Dama de Ampato", “La Dama de Hielo” o su equivalente inglés “Ice Maiden”.
Julio R. Villanueva Sotomayor, nos dice que, “Por la parte occidental de las regiones peruanas de Tacna, Moquegua y Arequipa, pegado casi al Mar de Grau, se desplaza la Cordillera Volcánica, formada por una cadena de montañas que tienen su particularidad en comparación al resto de la cordillera de los Andes”. Lo anterior es cierto, una pequeña observación y comparación, nos hará darnos cuenta, que la cordillera a la que se refiere Villanueva Sotomayor, se encuentra llena de cráteres; la conclusión es obvia: en tiempo pasado, hubo una gran actividad volcánica, en la zona. Inclusive, hoy, muchos de ellos continúan en actividad, como es el caso del volcán Sabancaya, en Arequipa, que se llenó de fumarolas en los últimos años del siglo XX; esta cadena montañosa volcánica, es común en la zona andina sur del Perú y en los Andes argentinos y chilenos y son producto de las cordilleras jóvenes; sus erupciones, cuando estaban activos, fueron sumamente violentas y no pocos movimientos sísmicos, son atribuibles a ellos; el resto, es producto del movimiento tectónico de placas, teoría que explica los movimientos sísmicos, que ocurren constantemente en Perú, Chile y Ecuador, principalmente. Pero ello, no se lo explicaban los incas y dichos movimientos sísmicos y otros fenómenos aleatorios y cíclicos, como el Fenómeno del Niño, eran atribuibles a la cólera de los apus (montañas o cerros tutelares). Para calmar, dicha “cólera”, se hacían sacrificios humanos, de jóvenes vírgenes, que eran escogidas y cuidadas para tal fin: es el caso de la Momia Juanita o Dama de Ampato.[cita requerida]
Al ser la zona sur de la Cordillera de los Andes, la que congrega la mayor (casi la totalidad) de los volcanes, sus apus, debieron ser famosos en tiempo de los incas, dada la violencia de los fenómenos, principalmente sísmicos, que se registraban. Los apus famosos de esa zona, debieron ser los volcanes Huaynaputina, Coropuna, Misti, Ampato, Ubinas, Chachani, Solimana, Sara Sara, Pichu Pichu, Tutupaca, entre otros.
Pachacútec escogió inicialmente a Amaru Inca Yupanqui como sucesor, pero éste era muy pacífico y bondadoso, lo llamaban "el Bueno". Se cuenta que cuando lo mandaron (prácticamente obligaron) a combatir contra los guaraníes fue derrotado. Tales actitudes hicieron cambiar de opinión a Pachacútec nombrando a su hijo: Túpac Yupanqui como su sucesor. Cuando Pachacútec estaba ya muy anciano le dejó asumir casi todo el poder (cogobierno). Otras fuentes dicen que tras morir Pachacútec fue sucedido por Amaru Inca pero su corto gobierno fue agitado por el hambre y la peste; una expedición enviada al Antisuyo logró el descubrimiento del río Amarumayo (Madre de Dios), pero excitó la rebeldía de las collas; y sus vacilaciones para enfrentar la guerra aconsejaron su deposición. La debilidad de su carácter y la falta de dotes para el mando, cualidad esencial en el Imperio, dio lugar a un golpe de Estado por el Cuerpo Consultivo de Los Suyuyuc Apus proclamando en su reemplazo a su hermano Tupác Yupanqui. A ella accedió el mismo Amaru Yupanqui, después de oír al Huíllac-Umu y los orejones, y conservó una posición honrosa en el Imperio.

## Túpac Inca Yupanqui

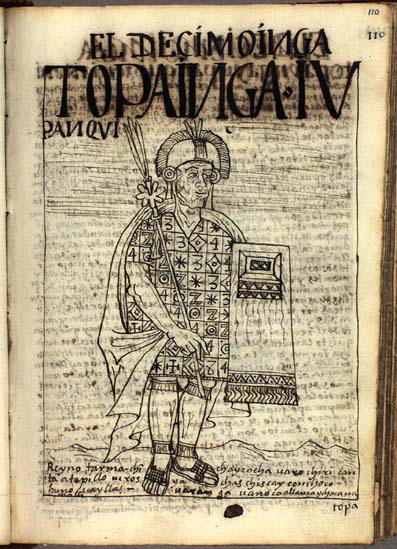
El décimo Inca: Túpac Yupanqui; dibujo de Felipe Guamán Poma de Ayala en Nueva crónica y buen gobierno (1615).

### Campañas en elAntisuyo
Hacia 1471 Túpac Yupanqui se convirtió en el nuevo Sapa Inca y demoró tres años en realizar la acostumbrada visita al imperio, que hacían los incas como norma invariable, al inicio de su gobierno.[cita requerida]
Luego de esta visita, afanado en continuar la expansión del imperio dirigió una campaña en el Antisuyo (región selvática). Con un ejército dividido en tres (comandados por sus hermanos Amaru Inca Yupanqui y Otorongo Achachi y el general Chalco Yupanqui), anexaron a las tribus: Opotari, Manú y Yanasimi, preparó un ejército numeroso para conquistar a los antis del reino del Musu en la cuenca del río Amarumayo. Podría decirse que la primera acción naval organizada y planificada del Perú, se dio en época del Inca Túpac Yupanqui, ya que movilizó 10.000 hombres en balsas navegando los ríos, tarea que demoró dos años. Siguió a esta campaña a la rupa rupa de los chunchus, resultó una catástrofe para los incas, ya que según algunos autores sólo retornaron 1000 soldados vivos. Tras someter a los chunchus, muy pocos retornaron a Musu.[cita requerida]
Pasada esta victoria a medias, el Sapa Inca organizó otra expedición conquistadora de 10.000 hombres dirigida por el general Yazca contra los Chirihuanas. A pesar de que se usó tropas de relevo, durante dos años no se pudo someter a los Chirihuanas, debido a la agreste topografía, enmarañada selva, pantanos y montañas inhóspitas. Todas estas condiciones, acabaron por hacer abandonar a los incas, esta expedición.[cita requerida] Según datos de Garcilaso de la Vega la guerra fue producto de la migración de los chiriguanos al oeste entre 1471 y 1476 fue producto de la presión demográfica que ejercían sobre ellos los demás pueblos guaraníes.
Una de las primeras conquistas del joven Túpac Yupanqui fue dirigirse a Chincha. Tiempo atrás, el general Cápac Yupanqui había realizado una primera incursión a la zona y había logrado el reconocimiento de la soberanía cuzqueña. Además, había obtenido ciertas ventajas como la edificación de un Aclla Huasi con su dotación de mamaconas que confeccionaban textiles y bebidas para cubrir las necesidades de la reciprocidad y del culto, además de la construcción de una casa, llamada Hatun Cancha, para la administración inca. La llegada de Túpac Yupanqui confirmó los lazos de reciprocidad con los chinchanos y el Sapa Inca solicitó mayores tierras estatales. Los curacas locales preferían aceptar los términos de la reciprocidad que aventurarse en una guerra, que probablemente perderían y que estropearía sus trueques. Ese método explica la rápida expansión inca ya que con frecuencia la sola presencia de las tropas cuzqueñas era suficiente para la anexión de las macro etnias al Tahuantinsuyo. Sin embargo, aunque el sistema favoreció el rápido crecimiento del Estado, fue también un factor determinante de su fragilidad pues basto la aparición de las huestes de Francisco Pizarro para eliminar el tenue lazo formado por la reciprocidad entre las autoridades étnicas y los soberanos incas (aprox. 1476).[cita requerida]
Algunas fuentes dicen que de hecho, Amaru Yupanqui fue inicialmente el Sapa Inca pero sus derrotas, en especial la sucedida con los guaraníes motivaron una sublevación de los collas, todo esto unido a las pestes y sequías sucedidas durante su corto reinado habrían motivado un golpe de Estado por parte de su hermano Túpac Yupanqui y la nobleza cuzqueña (aprox. 1478).

### Campañas en el Collasuyo

Territorios conquistados por Túpac Yupanqui como Sapa Inca, en color claro.

Ante los hechos consumados Túpac Yupanqui resuelve avanzar con un ejército hacia el sur recorriendo meseta del Collao, Cochabamba y Tucumán, sometiendo a los collas sublevados y conquistando a los chichas (aprox. 1478).[cita requerida] Es muy posible que debido al fracaso anterior con los chiriguanos el Sapa Inca se viera obligado a lanzar una campaña de conquista que resultara exitosa.[cita requerida]
Hacia el 1480 dirigió la campaña en el actual noroeste argentino contra los diaguitas,[cita requerida] y en el Cuyo contra los huarpes de las actuales provincias de San Juan y a los del extremo norte de la actual Provincia de Mendoza. Tal territorio era llamado Huentata por los locales, quienes se encontraron forzados a adoptar algunas de sus costumbres, tales la vestimenta y los cultivos de maíz y quinua.[cita requerida] Estando en Charcas se dirigió al sur, hacia Chile.[cita requerida]
Sin embargo, el cronista Pedro Cieza de León dice que ambas campañas (en Chile y Argentina) fueron simultáneas, siguiendo esta versión el Sapa Inca organizó un ejército de 50.000 soldados al que dividió en dos columnas, una al mando de su general Sinchiruca y la otra bajo su mando personal, mientras la primera conquistaba los valles de Copiapó y Coquimbo (Elqui) la segunda descendió por el Altiplano y se enfrentó a los calchaquíes. Estos se atrincheraron en sus fortalezas, que tuvieron que ser conquistadas y destruidas una por una.  Es posible también que ambas campañas empezaran por separado y que finalmente las tropas del Inca en Tucumán pasaran a apoyar a sus compañeros en Chile, ya que los calchaquíes fueron sometidos antes de que los incas llegaran al río Maule.
Cieza de León expresa que: 

"Caminó por toda la provincia del Collao hasta salir de ella, envió sus mensajeros a todas la naciones de las Charcas y Carangas y más gentes que hay en aquellas tierras. De ella, unos le venían a servir y otros a darles guerra... Yendo victorioso adelante de los Charcas, atravesó muchas tierras o provincias y grandes despoblados de nieve hasta que llegó a lo que llamamos Chile y señoreó y conquistó todas aquellas tierras, en los cuales dicen llegaron hasta el río Maule. En lo de Chile, hizo algunos edificios y tributáronle de aquellas comarcas mucho oro en tejuelos. Dejó gobernadores y mitimaes y, puesto en orden lo que había ganado, volvió al Cusco".

En cuanto al caso de la conquista del Cuyo fue el cacique Cochagual quien organizó la resistencia y unió a las tribus huarpes, enfrentándose al Sapa Inca con un gran ejército, siendo vencido y casi muerto en la batalla. El cacique juntó a varios de sus seguidores terminó por huir a las lagunas de Guanacache para evitar el yugo cuzqueño.
Tras estos éxitos Túpac Inca Yupanqui resuelve conquistar al sur del Tahuantinsuyo, el territorio que posteriormente sería parte de Chile, por lo cual formó un poderoso ejército y se dirigió a Atacama (región habitada por los Atacamas). Desde ahí el Sapa Inca, ayudado por los Tucmas (indígenas habitantes de la zona de Tucumán), envió chasquis y espías que cada 10 km le informaban del avance. Las noticias que recibía el Inca eran que la zona era inhóspita, llena de desiertos y que habían recorrido varios kilómetros sin avistar poblaciones. La avanzada encontró un poblado a 400 km de donde se encontraba el ejército inca, denominado Copayacu (zona habitada por los diaguitas), que se ubicaba en el primer valle existente entre Atacama y Cuquimpu. El Sapa Inca acordó conquistarlo y envió dos oleadas de 10.000 hombres cada uno. Los de Copayacu no quisieron rendirse y trabaron feroz batalla con el primer ejército inca, pero cuando llegó el segundo ejército inca, se rindieron incondicionalmente. Avisado el Inca de la victoria, ordenó el avance del tercer ejército imperial de 10.000 hombres, para proseguir la expedición. La tropa imperial avanzó otros 400 km hasta el valle de Cuquimpu, tomando todas sus poblaciones sin resistencia alguna. De este punto, fueron cayendo sucesivamente todos los poblados existentes entre Atacama y Cuquimpu.[cita requerida]
Según los relatos tras enviar a sus exploradores el Inca supo que Copayacu era una región rica en oro, plata y estaño, contando además de un clima muy favorable para cultivar. Túpac Yupanqui ordenó a su general Sinchiruca que iniciara la conquista del lugar, a la cabeza de “diez mil hombres”. Cuando llegaron al valle, los indios, prevenidos por el reconocimiento practicado con anterioridad, se opusieron al paso de las tropas y las combatieron en las serranías cercanas. Así, Sinchiruca tuvo que pedir refuerzos al Sapa Inca quien, luego de enviar el socorro de “diez mil soldados”, logró tomar posesión del valle e impuso a los vencidos un tributo anual.
Testimonios de cronistas dicen que los incas tuvieron que tomar varias fortalezas (pucara) de los pueblos locales, el de Quitor, poblado por los atacamas fue ganado por la fuerza para el Inca por sus hombres. Jerónimo de Vivar considera que los copayacus resistieron al menos un año el asedio inca refugiados en su pucara.
Del valle de Cuquimpu, el Sapa Inca resolvió avanzar otros doscientos kilómetros hacia el sur; conquistó todos los poblados hasta el río Maule, incluida la porción norte del pueblo picunche.[cita requerida] El Inca decidió traer mitimaes diaguitas, quechuas y aymaras para poblar el valle del Aconcagua. Es por esto que Jerónimo de Vivar mencionaba que varios valles se encontraban despoblados, en especial el de Coquimbo que según cuenta el cronista español tras una rebelión de los locales contra los incas, cinco mil diaguitas fueron masacrados.
En el valle de Quillota las tropas incas fueron bien recibidas por los locales pero terminaron por ser emboscadas, el Inca ordenó que 100.000 soldados recuperaran el valle al mando de su medio hermano o primo Apocámac Inga acompañado por Winchachire Inga, Mango Inga, Topa amaro e Inga Mayatc. Las tropas entraron en el valle capturaron al cacique local y varios de sus guerreros a los que ejecutaron. Tras esto la rebelión continuo hasta que los incas se hicieron cargo de la situación.
La conquista de Quillota (su extensión como la entendían los conquistadores hispanos, abarcaba desde la serranía que lo separaba del valle de Ligua, Llay Llay por el oriente la serranía de la Dormida y Colliguay hasta el valle de Casablanca por el sur) aseguró al Incario la posesión del Norte Chico y del valle de Aconcagua, el último transversal, con acceso a ricos minerales de cobre y oro, además de abundante mano de obra indígena. El Inca Garcilaso de la Vega afirma que la expansión hasta el Aconcagua fue un proceso largo lleno de sacrificios para los Incas, que duró 6 años. El Sapa Inca debió socorrer a los suyos con guerreros de refuerzo, bastimentos, armas, vestuario, etc., llegando a tener en el Valle de Chile más de 50.000 guerreros, seguramente con sus familias. En la defensa de Quillota participaron habitantes de otros valles cercanos y lejanos, y según Rosales, la derrota de los guerreros de Quillota y sus aliados fue seguida por la rendición completa de los valles de Aconcagua y Mapocho.
Tras esto el Inca hizo construir caminos, puentes, tambos, pozos, depósitos de alimentos necesarios para abastecer un gran ejército. Oliva dice que planeaba en traer un gran contingente de medio millón mitimaes (probablemente una cifra exagerada), además mandaría a gran parte de la población nativa a regiones distantes, sin embargo estos planes se cancelarían con su muerte. El Sapa Inca también mandó construir los fuertes de Catemu y Cerro Mauco. Entre 1483 y 1485 el Inca envió tropas al sur del río Aconcagua.

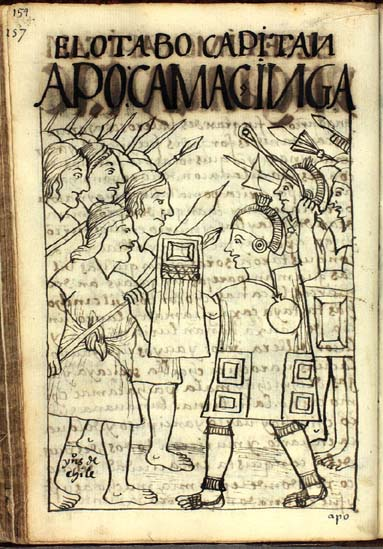
Confrontación entre mapuches (izquierda) y los incas (derecha). Dibujo del cronista Guaman Poma de Ayala.

Estando en el río Maule, Túpac Yupanqui ordenó el avance hacia el sur de 20.000 soldados imperiales del general Sinchirunca, llegaron al poblado de Purumaucas (subgrupo del pueblo picunche, pertenecientes a la etnia mapuche), aliados de Antallis, Pincus, Cauquis y otros más.[cita requerida] Estos aliados no aceptaron la rendición y presentaron batalla con un ejército de 18.000 a 20.000 hombres, lo que se conoce como la batalla del Maule (1485 aprox.). La lucha fue dura y duró cuatro días, con numerosos muertos en ambos lados; siendo que la mayoría de vivos (en ambos bandos) estaban heridos. Al cuarto día ninguno de los ejércitos salió a presentar batalla, esperándose en sus campamentos. Los promaucaes se retiraron cantando victoria. Los incas evalúan perseguirlos o asegurar los ya dominados. Finalmente el Sapa Inca resuelve no continuar las conquistas y retorna a la ribera norte del río Maule, en donde fija límites para el Tahuantinsuyo. Las fuentes orales mapuches dicen que las fuerzas promaucaes estaban dirigidas por unos toquis llamados Kurillanka, Warakulen, Lonkomilla, Butahue y Yankinao, muriendo el primero en la batalla.
El Inca dejó a cargo de Chile a Quilicanta como gobernador y a Apu Camac Inca como general, quienes rechazan varias ofensivas mapuches en la frontera. Con estas conquistas, Túpac Yupanqui, desde los confines norte del Reino Chimú hasta el río Maule, tenía 4.000 km de costa dentro de los límites del Imperio. De este modo la situación de la nueva provincia era la siguiente, con la frontera ubicada en el Maule aunque su dominio estaba asegurado hasta el Aconcagua.
Datos aportados por crónicas españolas, tales como el Informe de Miguel de Olaverría o el del padre Anello Oliva en su Historia del Perú (publicada en una traducción al francés) indican que la expansión habría llegado más al sur, o que posteriormente se habría producido una hipotética última expansión o invasión más al sur hasta el río Biobío. Miguel de Olaverría expresa que: "conquistaron y subjetaron a todos los indios que avia desde la Serena asta el gran río de Biobio como oy se ve e aver llegado hasta el dicho rio por los fuertes que hicieron en el cerro del Río Claro, donde pusieron y tuvieron frontera a los indios del estado con quienes tuvieron muchas batallas" y el padre Anello Oliva expresa que: "Sometió hasta el valle de Arauco, donde pasó el invierno, después de haber construido algunos fuertes. Sometió a continuación las provincias de Chillhue y de Chillcaras".
Un punto de vista minoritario que es sostenido por el historiador José Antonio del Busto en su libro Túpac Yupanqui, postula que el Sapa Inca  avanzó más allá del Maule y el Biobío, alcanzando hasta el Canal de Chacao, observando desde la orilla la Isla de Chiloé, el "fin del mundo" y, sin interés por conquistar esas tierras, regresó al gobierno del Tahuantinsuyo, tras su larga ausencia.
Con la situación de tras la conquista era muy frágil para los cuzqueños, aunque llegaron a los ríos Itata y aún más al sur [cita requerida] terminaron por retroceder la frontera en el Maule, línea fortificada de pucarás. Los nativos entre el Cachapoal y el Maule estaban en constante estado de rebelión, solo en la zona entre el Maipo y el Cachapoal estaba asegurado el dominio incaico. Mientras se fundaba un centro administrativo en el Mapocho una gran cantidad de tribus de picunches emigraron al sur, escapando de la guerra y ante el temor de represión y destierro por parte de los incas. La guerra con los incas ayudó a promover las alianzas entre los distintos valles para hacerles frentes. Posteriormente el sucesor de Túpac Yupanqui, Huayna Cápac, pasaría con sus ejércitos por Jujuy, Salta y Tucumán lanzando ataques contra los chiriguanos y después, tras cruzar los Andes, expandió el área de influencia de los incas en Chile.
Tras las numerosas campañas a lejanos reinos y sus aventureras expediciones a regiones exóticas, que resultaron fracasos económicamente hablando, se dedicó a ejercer el gobierno estatal, vía la construcción de fortalezas, palacios, templos, casas de vírgenes del sol y tambos reales en todo el imperio. También se dedicó a ampliar la frontera agrícola, con la construcción de obras de irrigación y sistemas de andenería, camellones o huaru huaru. Aceleró los trabajos de construcción de Sacsayhuamán, que su padre Pachacútec había empezado.
Una postura histórica minoritaria dice que finalizadas sus campañas en el sur del imperio el emperador Inca Yupanqui murió y fue sucedido por su hijo Túpac Inca Yupanqui quién recorrió su imperio visitándolo y reordenándolo por 4 años,[cita requerida] sin embargo, la mayoría de expertos actuales les considera a ambos el mismo monarca.
Finalmente los territorios conquistados se configuraron en dos Wamani (o provincias), una llamada "Coquimbo" que abarcaba desde Copiapó hasta el Limarí, con su centro político en el Valle de Coquimbo. La otra llamada "Chile" que alcanzaba el Choapa por el norte y el Maule por el sur, con su centro político en el valle de Aconcagua (también llamado Chile) gobernado por Quilicanta y Michimalonco de manera dual.

### Campañas en elChinchaysuyo
La expansión septentrional del Tahuantinsuyo hacia el actual Ecuador, se dio en varias etapas con muchos líderes y enfrentó a muchos y distintos pueblos. Basado en hallazgos arqueológicos, Albert Meyers (citado por Moreno, 1981) distingue tres etapas en el proceso de ocupación del altiplano ecuatoriano:
- En la primera etapa se anexa el territorio entre la Sierra Septentrional peruana y el nudo de Azuay. Hay gran influencia cultural inca en Tumebamba e Ingapirca, solo en este territorio hay monumentos incas no militares.[64]
- En la segunda etapa se conquista la región de Quito, hay menor evidencia de influencia inca lo que indicaría una ocupación más corta.[64]
- La última etapa se conquista las tierras al norte de Quito, la alta concentración de fortificaciones (sobre todo en el nudo que se extiende desde Mojanda Cajas, Cayambe y Pambamarca) permite suponer una agitada conquista con un breve tiempo de consolidación.[64]

Según los cronistas Sarmiento de Gamboa y Miguel Cabello Balboa, Túpac Yupanqui llegó inicialmente hasta la provincia de los cañaris, tras someterlos fueron llevados a otras regiones a modo de mitmacuna y se trajeron colonos (mitimaes). En una segunda campaña enfrentaron la dura resistencia en la provincia de Quito, que según algunos cronistas era parte de la confederación formada por los caciques de Tomepampa y de Quito.
La región de Tomebamba fue la más importante y la que sufrió la mayor influencia de los incas, mientras que regiones de las actuales provincias de Bolívar y Cotopaxi las que sufrieron empieza a disminuir y al norte de Quito se vuelve escasa demostrando un corto y resistido dominio.
Posteriormente a las campañas australes, tras saber de la existencia de un gran reino al norte del suyo, el Sapa Inca se preparó para la conquista de la provincia de Chachapoyas, que según Garcilaso de la Vega contaba en ese entonces con 40.000 habitantes. El Inca alistó un gran de ejército de 40.000 hombres de guerra y marcharon a Cajamarca a someter a los chachapoyas o chachas. Pero antes de dicha provincia estaba el territorio de los huacrachucus, pueblo muy belicoso, los locales conocedores del avance incaico se dispusieron a la defensiva, confiados de rechazar al agresor. los enfrentamientos se dieron en la vertiente oriental del río Marañón cuando los huacrachucus bloquearon los pasos que llevaban a su territorio, hubo numerosas muertes para ambos bandos, tras ver esto el Inca y su concejo decidieron enviar negociadores prometiéndoles a los nativos que de someterse se impedirían mayor destrucción y la pérdida de sus tierras pero a cambio debían de adorar al Sol, mientras los jefes más viejos estuvieron dispuestos a hablar los más jóvenes optaron por continuar la guerra. Por esto el Sapa Inca siguió la campaña, tras romper las líneas defensivas pasó a entrar en territorio enemigo tomando uno a uno los fuertes, tras someter a sus enemigos los cuzqueños fueron piadosos y los trataron bastante bien. Túpac Yupanqui decidió dejar una fuerza de 20.000 hombres ahí que marcharían a Chachapoyas cuando el monarca considerar necesarios los refuerzos (aprox. 1487).
Como no se tenía en los planes el ataque de los huacrachucus, el ejército inca retornó a Cajamarca para recambio de tropas, armas y alimentos, de tal forma que se pudiera retomar la campaña contra los chachapoyas. En el verano el Sapa Inca continuo la marcha a someter a los chachapoyas, que ofrecieron fuerte resistencia de fortaleza en fortaleza destacando por su eficaz y mortal uso de las hondas. Conquistado el pucará de Cunturmarca que resistió valerosamente mucho tiempo pero se rindió tras terribles lluvias que inundaron el valle matando a muchos locales, el Inca dejó a ministros y soldados a asegurar lo ganado y pasó a Cajamarquilla, a 40 km de distancia, en plena rupa rupa, los chachas resistieron por largo tiempo pero viendo el éxito logrado por el Sapa Inca contra sus vecinos y la llegada de refuerzos cuzqueños se sometieron también.
Tras estas victorias el Inca tomo los pueblos de Papamarca, Raimipampa, Suta y Llauantu. De este último sitio pasó a Mutupampa, por donde el jefe chanca Hancouallu había escapado a la selva con 40.000 de sus gentes para evitar el sometimiento del Inca Pachacútec varios años antes.
Al verano siguiente alistó una tropa de 40.000 hombres y se atacó la provincia de Huancapampa y la de Cascayunca, tierras muy ricas y densamente pobladas pero divididas en varias etnias y lenguas, que solían estar en guerras internas, se decía que robaban las mujeres de las otras tribus y mataban y devoraban a los varones enemigos de cualquier edad. Cuando los cuzqueños llegaron huyeron a montes y sierras ásperas, cuevas y resquicios de peñas les sirvieron de escondites, solo el hambre les llevó a salir de esos lugares y someterse, otros prefirieron el morir al reconocer al Inca como señor. El Sapa Inca les impuso leyes nuevas como el no comer carne humana, construyó grandes obras e instruyó a los locales de las costumbres incaicas, tras esto ambas provincias fueron de las más ricas y productivas del imperio (aprox. 1488).
Al año siguiente Túpac Yupanqui preparó una campaña para conquistar a las provincias de Caxa, Calva y Ayahuaca, de los guayacundos, pueblo organizado en una gran confederación. El Inca envió negociadores con mensajes de sometimiento pero los locales se negaron y proclamaron preferir luchando que rendirse. Las provincias resistieron ferozmente de manera conjunta, Garcilaso de la Vega dice que hasta 8.000 hombres de ambos bandos murieron en la guerra, finalmente los incas se impusieron y empezaron poco a poco a ganar terreno, hasta que finalmente los últimos guayacundos que resistían fueron empujados a la fortaleza de Aypate, en el cerro Yantuma, en Ayahuaca, que cayó tras feroz lucha, según la historia los defensores prefirieron lanzarse cerro abajo antes de rendirse, los incas reconstruyeron posteriormente el fuerte. Las provincias, en especial la de Ayahuaca quedaron casi despobladas por la guerra y fue necesario traer a muchos colonos, mientras que muchos de los guayacundos sobrevivientes fueron enviados al Ecuador, Huancabamba y Apurímac (aprox. 1489).
Según algunos cronistas tras esta campaña el Sapa Inca volvió al Cuzco aceleró los trabajos en Sacsayhuamán y amplió el Qhapaq Ñan. Años después, emprendió otra conquista en el Chinchaysuyo, sometiendo Huanucu. Otras fuentes aseguran que la conquista de los huanucus, paltas y cañaris fue mucho más inmediata a las anteriores campañas contra huancapampas y guayacundos.
Llegando desde Bombón, inició la invasión de la nación del reino de los guanucos y los señoríos de los yacha, chupaychu y wacrachuco, que constituían a la provincia de Yarowilca, es decir, gran parte del actual departamento de Huánuco. Los guanucos, gobernados por los yarowilcas y capitaneados por su rey Apo Cápac Guamán Chaua, opusieron resistencia, usando sus fortalezas ubicadas en zonas estratégicas y sacando ventaja de la topografía del terreno. Los incas, habiendo comprobado el poderío de la nación yarowilca y no queriendo arriesgar una guerra larga, utilizaron otro tipo de estrategia más amistosa basado en el Nunay, que significa tenerse confianza, quererse; el Yachay, compartir los conocimientos y aprender; y, el Ruray, trabajar unidos. Por tal razón, hubo que crear centros administrativos, ciudades fundadas por los incas que permitieran generar sistemas de prestaciones de servicios. A partir de estos centros, los incas pudieron confirmar lealtades políticas a través de los rituales de reciprocidad, y controlar directamente los recursos económicos. Los incas hicieron grandes trabajos, obras y monumentos en la ciudad capital yarowilcas, Huánuco Pampa.[cita requerida] Aquí el Sapa Inca, la nombra cabeza de región y hace varias construcciones importantes (Huanucu al producirse la anexión tenía 20 a 30 mil habitantes). Tras su exitosa campaña el Inca propuso conquistar a los "mati uma" (cabeza de calabaza) de la rica y muy poblada provincia de Cañaris. El Inca avanzó con su ejército hacía la provincia, conquistando primero a sus vecinos, los "palta uma" (cabeza de palta), las fortalezas construidas en las crestas del Saraguro, ya que los nativos al ver su valle ocupado por el ejército imperial prefirieron la rendición. El Inca envío a muchos de ellos a poblar el Collao y trajo a colonos para repoblar.
Asegurada su retaguardia, el Sapa Inca preparó otra expedición conquistadora, esta vez a la región del Cañar. Su ejército fue estimado por los crónistas posteriores en 40.000 hombres,[cita requerida] sometiendo desde la Meseta de Loja al Golfo de Guayaquil que pasó a ser su base de operaciones y el punto por el cual lanzaría sus ataques al reino quiteño (aprox. 1490).
Vencidos y sujetos los paltas, Túpac Yupanqui se aprestó a la conquista de los cañaris. Estos eran numerosos, y estaban desde mucho tiempo atrás haciéndose notar en silencio para la defensa de sus tierras y de su independencia: habían celebrado una junta de todos sus régulos y elegido por jefe a Dumma y tenían además a punto un ejército considerable. El monarca inca reconoció que no debía perder tiempo ni darles a sus enemigos espacio para forticarse más: precipitándose, pues con sus tropas y atacó a los enemigos, esperando vencerlos, si los tomaba de sorpresa; pero se equivocó, porque los cañaris estaban sobre aviso, y tenían ocupados todos los pasos difíciles. El combate fue, pues, reñido y el Sapa Inca retrocedió precipitadamente hasta Saraguro, viendo que no era tan hacedera como se había imaginado, la conquista de unas tribus tan astutas como belicosas. La derrota del Inca les infundió nuevo brio a los locales y, combinando el valor con las estratagemas, se entendieron secretamente con los paltas, animándolos a deshacerse del Inca; empresa tan arriesgada acobardó a los paltas y, después de consultar con sus hechiceros lo que debían hacer, resolvieron dar aviso al Inca de la propuesta de sus vecinos. El orgullo de Túpac Yupanqui se sintió ofendido con semejantes intentos, y formó la resolución de no regresar al Cuzco sin haber sujetado primero a su obediencia a los cañaris. Pidió tropas de refuerzo a todo el imperio; y mientras éstas le llegaban, se puso a construir una fortaleza entre los límites de los paltas y de los cañaris.
Sabiendo éstos los preparativos del Sapa Inca y viendo las obras o aprestos de guerra que había comenzado, decayó el ánimo, y el vigor con que resistieron a la primera acometida, se trocó en desaliento. Comenzaron a discurrir sobre las ventajas de la paz y, al fin, concluyeron por enviar emisarios al Inca, encargados de ofrecerle la obediencia y sumisión a su imperio. Los cañaris tenían fama de hombres doblados y muy volubles, por lo que el Inca no se fio de ellos al principio, sino que tomó medidas para su seguridad y exigió, como una de ellas, que Dumma y los otros régulos entregaran a sus propios hijos en rehenes, lo que se verificó. Asegurando Túpac Yupanqui con esta medida, se puso en camino para la provincia del Azuay; pero antes de entrar en ella personalmente, hizo que se adelantara el jefe de su mayor confianza, para que le dispusiera alojamiento digno de su persona, y también para que sondeara el ánimo de los cañaris y descubriera si meditaban alguna traición.
Los cañaris recibieron al enviado del Sapa Inca con grandes agasajos, y en muy corto tiempo construyeron un palacio en el que hospedar al nuevo soberano; y cuando éste se presentó, al fin, en sus tierras, le salieron al encuentro, dándole públicas y solemnes manifestaciones de acatamiento sincero y de fiesta y regocijo. Túpac Yupanqui se mantuvo largo tiempo en la provincia de Azuay, mandó sacar un número considerable de sus naturales y llevarlos al Cuzco; hizo tender puentes en los ríos y dispuso la construcción de varios edificios, tanto religiosos como profanos, deseando ganarse el afecto de los cañaris y tenerlos sujetos, bajo su orden se edificó Pumapungo. En esos trabajos también se engrandeció la ciudad de Tomebamba, ciudad en la que viviría Huayna Cápac cuando marchó a someter las rebeliones norteñas. En el cacicazgo de Molleturo hizo un templo y un tambo, convirtiendo a este lugar en el centro que administraba y cobraba los impuestos a los pueblos de la costa norte del imperio inca. El cacicazgo de Hatun Cañar se renombró como Ingapirca y ahí se edificó un palacio para la adoración a Inti, por la magnificencia y suntuosidad del palacio este se transformó en el más famoso del norte del imperio.
Se debe de mencionar que parte de la resistencia de los cañaris se debió al apoyo y la presión que ejercían sobre ellos sus aliados de Quito, el Sapa Inca conocedor de esto, solo cuando ya había sometido a sus enemigos preparó su ejército para lanzar desde el Cañar la invasión a sus enemigos septentrionales. El Inca se preparó para lanzar una nueva gran campaña desde Azuay a Curiquinga (nombre dado por los locales al estado quiteño). Desde Tomepampa se dedicó a lanzar algunas campañas a la costa contra tumbecinos, huancavilcas, punáes, colonches y daulis desde ahí atacó las tierras de los pucamuros y los shuaras.
Y Tomepampa pasó a convertirse en el centro principal de operaciones, que resultaron largas y difíciles. Antes de lanzar sus ataques definitivos el monarca tuvo que someter a los pueblos que se ubicaban entre la confederación norteña y su imperio (lausíes, tiquizambis y chimbos) tarea que resultó bastante sencilla, varios de estos pueblos no habían superado la condición de primitivas sociedades aldeanas y tenían, por tanto, poco desarrollo, por lo que su conquista fue fácil. Solo entonces vendría el encuentro directo.
Las ya antiguas campañas al norte realizadas por Cápac Yupanqui motivaron al shyri de Quito a prepararse para la predecible invasión, organizando la defensa ante la cercanía de avanzadillas incaicas. Cuando Túpac Yupanqui llevó a cabo la anticipada conquista esta demostró ser muy larga y sanguinaria. Hualcopo, señor de Quito y jefe de la confederación Cara-Puruhá logró unir bajo su mando a huacabambas, cascayuncas, cajas y ayahuacas, así como pueblos de la costa, paitas y cibayas, estos últimos fueron fácilmente sometidos por el Sapa Inca ya que antes habían sido súbditos de los chimús. Otros pueblos costeros, como los mayavilcas, poceos, tumbes y machalas, pueblos poco organizados. Más resistencia opusieron los jíbaros de Chachapoyas y los pacamores ayudados por su entorno selvático.
La guerra duraría unos cinco años y costaría la vida de decenas de miles de personas. El primer par de años las tropas incas tomaron posesión de los pueblos aliados o vasallos de los caras, para acabar el los últimos tres con una gran ofensiva directa a tierra puruhá hasta lograr traspasar las fortísimas líneas defensivas quiteñas más numerosas gracias a su gran disciplina de combate. Los primeros años de campaña estuvieron a cargo el propio Sapa Inca y 40.000 hombres, a los que se les sumaron 12.000 refuerzos del auqui Huayna Cápac quién al parecer quedó a cargo de la guerra.[cita requerida] Al parecer tras los dos primeros años de campaña del Inca los quiteños habían sido sometidos o estarían cerca de ello pero ello fue seguido al parecer por un nuevo rebrote del conflicto que fue sometido por el príncipe, esta versión coincide con la muerte de Hualcopo y la resistencia presentada por su hijo Cacha Duchicela.
Hacía 1491 aprox., se inician las operaciones directas contra los caras. El curaca Hualcopo puso al frente de ellos, como comandante general a su hermano menor Epiclachima junto con el general Ati Pillahuaso, señor de Píllaro.[cita requerida] El señor quiteño estableció su cuartel general en Liribamba, dispuso sus defensas cerca Tiquizambi, que resistieron durante largos años. Hualcopo que tenía influencia y aliados desde la comarca de Pastos a la de Puruguaya poseía además numerosos espías que vigilaban los movimientos de sus enemigos, en cuanto a su general en jefe, este establece su cuartel general en un pucara en Achupallas, ganándose el apoyo de los bulus (familias) quiteños más poderosas de la región.
Garcilaso de la Vega dice sobre la guerra que mientras los incas asediaban el gran fuerte de Achupallas, defendido por guasuntos y laussis (llamados por sus enemigos "quilacos") Hualcopo murió de sufrimiento al ver a muchas de sus tierras ocupadas y saqueadas, siendo sucedido por su hijo Cacha Duchicela, que de inmediato se lanzó al ataque y espionaje del invasor. El Sapa Inca ordenó a Sumac Ñahui atacar las fortalezas de Achupallas y Pomallacta, pero estos resistieron la embestida. Ante esta situación Túpac Yupanqui ordenó a su hijo Huayna Cápac a continuar las campañas, el Auqui (príncipe heredero) continuó el ataque y tomó los fuertes a un alto coste gracias a la cooperación de algunos oficiales defensores.
Calicuchima ordenó al resto de sus hombres a Szaquis y Pucará donde organizó las nuevas defensas, para ello fortificó el fuerte de Atapo, en las cabeceras del Palmira y ubicó allí un grupo selecto de laussis quienes se atrincheraron en la quebrada de Coto Huayco. Tras caer Achupallas y Pomallacta los zulas, jubales y quisnas del lado oriental asumieron la defensa del territorio. Se ubicaron en Ushca Pucará, dentro del denso pajonal de Capari Pamba (llanura de gritos), y en Pucará Urco, rodeada de pantanos. Garcilaso dice que las quebradas de Runa Pucará y Chimborazo detuvieron al invasor por largo tiempo.
El comandante quiteño organiza la defensa por medio de fuerzas móviles que lanzaban ataques de tipo guerrillero, desgastando a las poderosas tropas incaicas y cortando las vías de suministros y comunicación, evitando batallas decisivas, aparte de esto se fortificaron las zonas más estratégicas del país, estas tácticas estuvieron muy cerca de derrotar a los incas pero estos gracias a su alta organización, disciplina y determinación terminaron por imponerse.
En la cordillera occidental, la difícil geografía y terribles climas y ecosistemas hacían mella en los incas atacados por las guerrillas locales. El auqui respondía con ataques a los fuertes y guerrillas pero los puruguayes lanzaban temibles ataques nocturnos a sus campamentos, ante esto se detuvo en Charicando a descansar sus tropas y reorganizarse donde pasó el invierno. Tras esto los incas asediaron por mucho tiempo y a un alto coste el fuerte de Atapo mientras en las llanuras de Charicando obtenían una sonante victoria.
Siguiendo la estrategia de construcción de fortalezas defensivas, los quiteños construyeron dos pucaras en el nudo de Azuay, uno en el extremo oriente, Cayana Pucará (Achupallas), y otro en el occidental, Mapahuiña (Pomallacta), ubicadas entre barrancos a la cima de enormes promontorios, fueron rodeadas de murallas sucesivas desde la base a la cumbre. Las zonas de Guasuntos y Alausí estaban defendidas por los comandantes Apocanto y Apo Chaván Gallo respectivamente. En los páramos de Zula los quiteños construyeron la fortaleza del "Rey Lila" por si el enemigo pasaba el Azuay, los achupallas, pomallactas, lausis y guasuntos estaban deseosos de detener al ejército invasor.
Juan de Velasco relata que el Sapa Inca se detuvo en los montes de Azuay antes de atacar esperando refuerzos, mientras Hualcopo seguía haciendo pucaras entre las provincias de Tiquizambi hasta Chimbus, también menciona que los comandantes quiteños principales eran Pillahuaso el Viejo, Apoc Anto de Guasuntos, Mondana o Mondán de los puruguayes de Xunxi, Jacho de Tacunga, Pocnina de Tincuiruga, Chimborazo e Illicando jefes de los quilacos, Mainolas de Hatun Sigchos, Licango de los collahuasos, Llangurima de Luissa, Licán y Calpi, Puento de Cayambe y Ango e Ihla señores de Caranqui. De todos se dicen que eran ya hombres viejos pero sabios y valientes con miles de guerreros bajo el mando de cada uno.
El general Epiclachima logra organizar una fuerza de 16.000 hombres pero sufre dos derrotas aplastantes en Tixán y Tiocajas (aprox. 1492) llanuras ubicadas cerca de los fuertes de Galte y Atapo siendo su ejército destruido. Garcilaso menciona que tras un año y medio de asedio el general Epiclachima fue expulsado de Atapo y tras ellos cayeron los baluartes de Palmira, Chipo, Laime, Galte y Pasñag matando a muchos locales. En Tiocajas es muerto en la batalla el general con 16.000 de sus hombres, las tropas incas eran inferiores en número pero más experimentadas y muy disciplinadas por lo que obtuvieron una decisiva victoria. A pesar de eso, las altas bajas forzaron al Sapa Inca a traer refuerzos desde Cusco.
Poco después de morir Epiclachima los cuzqueños  toman Liribamba, tras varios años el Inca finalmente llegaba a esa ciudad después de las batallas sangrientas de Ocpote, Yanacocha y Gatazo pero en su campaña fue acosado por los puruguayes de Aguisacte, Lincán, Calpi, Xunxi, Punín y Chambo.
Tras esto Calicuchima, hijo del difunto, y su primo Cacha Duchicela, hijo de Hualcopo, organizaron con su rey la retirada a la región de Mocha mientras los incas tomaron todo el territorio de Puruhá, luego sometió a los hambatos y angamarcas, Tópac Cápac con un destacamento tomo Latacunga. Los capitanes quiteños Mondana, Sagñay, Asaco, Bustén y Patahalo resistieron por muchos meses hasta que finalmente los incas entraron en Mocha.
En Latacunga una gran batalla campal, donde Pillahuasu combatió con cuanto guerrero pudo reunir (cañaris, puruhaes, pansaleos, quitus, caranquis, etc.) a la invasión del Inca Túpac Yupanqui, quien con 50 mil hombres de refuerzo arrasó Latacunga, desterró a los varones sobrevivientes y repobló la zona con mitimaes traídos de otros lugares. Tras el desastre de Latacunga, los restos del ejército se retiraron hacia el norte.
Hualcopo rechazó las nuevas demandas de rendición mientras el ejército inca con altas bajas avanzaba al norte, Calicachima tras la sangrienta derrota se retira a la hoya del Chota para reorganizar su ejército, mientras el Sapa Inca entraba en Quito.
Hualcopo se retiraba a Mocha donde falleció y era sucedido por su hijo Cacha Duchicela (aprox. 1493). Su sucesor reinicio la guerra (al contrario de lo qu esperaba el Inca) y retomó el territorio hasta la tierra de los paltas (provincia de Loja) pero al ver que el auqui Huayna Cápac avanzaba con un nuevo ejército sus aliados cañaris prefirieron someterse.
El Sapa Inca impuso gobernador a Chalco Mayta en Quito y trajo a miles de quechuas y aymaras a colonizar las nuevas tierras. El monarca cuzqueño también se desterró a regiones del altiplano boliviano a unos 40.000 locales. Aunque para ese momento en la zona del actual Ecuador varios pueblos se habían rebelado, incluyendo los quillasingas y huancabambas contra las tropas incas nada detuvo el avance cuzqueño y finalmente tomaron Quitu donde construyeron muchos edificios y tempos.
Túpac Yupanqui continuó sus campañas al norte, derrotando a los quillasingas y estableció a sus tierras como su frontera norte, cruzó la cordillera oriental pero le resultó imposible continuar y someter a los pueblos de aquella selva, destacando los caranquis y cayambis. Tras atravesar la cordillera occidental llegó al mar y encontró diversos pueblos y algunos lograron resistir a los incas. Pasaron por la zona de Chimbos, llegó hasta donde los huancavilcas, pasó al valle de Xipixapa y a la costa de Manta.
El Sapa Inca luego explorando por mar y algunos dicen que llegó a las Islas Galápagos, aunque no las islas mencionadas son Hagua Chumbi y Nina Chumbi, tras esto volvió al Cuzco triunfante. Estimaciones modernas estiman que cerca de 100.000 indígenas del actual territorio ecuatoriano murieron en las guerras de conquista incaicas.

### Últimos años
En el Cuzco, Túpac Yupanqui empleó 20.000 runas para culminar las obras de Sacsayhuamán. Estos runas venían en oleadas sucesivas de todos los rincones del Imperio. El trabajo era temporal y mientras durase éste, los runas quedaban al mando de los curacas y arquitectos cuzqueños. Túpac Yupanqui murió en Chincheros, se dice que envenenado por su esposa Chuqui Ocllo, en 1493.[cita requerida]

## Huayna Cápac

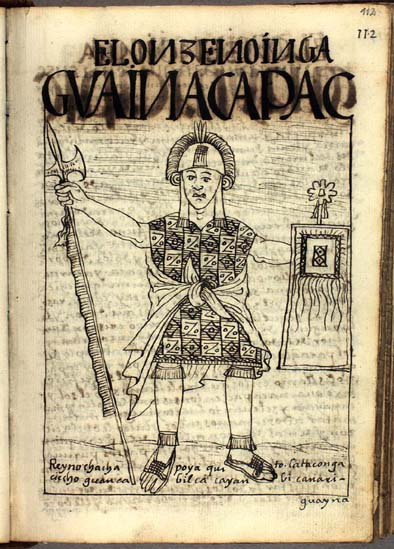
El undécimo Inca: Huayna Cápac; dibujo de Felipe Guamán Poma de Ayala en Nueva crónica y buen gobierno (1615).

### Primera campaña al Chinchaysuyo
Huayna Cápac, hijo de Túpac Yupanqui nacido entre 1460 a 1470 en Cuzco o Tomepampa. Contrajo matrimonio con Raura Ocllo con la que tuvo muchos hijos, incluyendo a su primogénito Inti Cusi Huallpa o Huáscar (aprox. 1491), marchó al norte y combatió con su padre en las campañas contra quiteños y aliados. Se convierte en Sapa Inca en 1493, heredando la borla amarilla y ciñéndose la roja o mascapaycha, la coronación fue algo muy fastuoso, en los techos de la capital se pusieron flores y plumas hermosas de aves exóticas de la selva y las calles se cubrieron de oro, símbolo de Inti, principal deidad incaica.[cita requerida]
Sus primeros años estuvieron envueltos en conspiraciones, de las que sobrevivió gracias a la protección y lealtad de su madre, Mama Ocllo II, y su tío, el general Huaman Achachi. La primera fue la de su medio hermano Cápac Huari y la madre de este, Chuqui Ocllo (posible asesina de su padre), que planeaban envenenarlo y así conseguir el trono, enterado de sus intenciones el nuevo Inca los mando ejecutar. Luego se produjo la traición de Apo Wallpalla, regente en Cuzco mientras viajaba al norte que pretendía matarlo y coronar a su propio hijo en el trono, el Sapa Inca enterado mando a su tío a ejecutar a ambos consipradores.
Tras armar 40.000 hombres y acompañado de su tío Tilca Yupanqui pasó dos años recorriendo su imperio, pasando por las tierras del norte de Chimú, en la actual Piura, los tallanes o yungas de Chacma, Pacasmayu, Saña, Collque (Colique), Cintu, Tucmi (Túcume), Sayanca (Jayanca), Mutupi (Motupe), Pichiu (Poechos) y Sullana fueron conquistados. Ya varios años antes, la conquista de Túpac Yupanqui a Chan Chan hizo necesario que este pusiera guarniciones y gobernadores, además de tener de negociar e intimidar, a los más reacios al sometimiento (los curacazgos de Pabur, Colán y Amotape) fueron masacrados por resistírsele a sus tropas. Pero estos siguieron sin ser conquistados totalmente y el nuevo monarca cuzqueño tuvo que volver a someterlos. Marchó por los valles de Pacasmayo, Lambayeque, del Chira y de Tumbes donde el clima y el paludismo hicieron estragos en sus tropas.
Siguió al norte y llegó a Quito donde vivió por dos años construyendo muchos palacios, ahí en la Casa de las Escogidas conoció a la nieta del vencido rey de Quito, la princesa Paccha Duchicela que se hallaba recluida desde la derrota de su padre, con ella tuvo varios hijos, incluyendo a Atahualpa (aprox. 1497), aunque otras fuentes hablan de que nació en Cuzco, hijo de su padre con Tocto Coca, nieta también de Pachacútec, pero al pasar desde niño en Tomepampa y Quito por sus campañas se hizo poderoso en aquella área.
Al sexto año de su reinado pasó conquistando la costa de Piura, con 40.000 hombres acampó en el rico valle del Chira. Los de Tumbes se habían sublevado contra el Inca y por tal motivo, desde Sullana el monarca les envió mensajeros para que escogieran entre la paz o la guerra. Según Garcilaso de la Vega los rebeldes de Tumbes, Chunana, Chintuy, Collonche y Yacuall se rindieron al instante, pero Sarmiento de Gamboa los tumbesinos resistieron ferozmente hasta su derrota, el Inca dejó en Poechos un gobernador para Tumbes y Piura. Muchas décadas después cuando Atahualpa avanzaba al sur puso como gobernador militar en Poechos a Maizabilca. Tras dos años volvió a la ciudad norteña donde permaneció un par de años y desde ahí volvió a lanzar sus ofensivas a la costa con 50.000 hombres a someter a los pueblos más belicosos. El castigo contra los tallanes fue duro, Huayna Cápac, según los relatos de Bernabé Cobo, ordenó que a 5.000 enemigos muertos se les sacaran los corazones y los desparramaran por esa provincia, a los vencidos se les prohibió el uso de armas y desterró a varios miles a Abancay.

### Campañas alCollasuyo
Once años tras su coronación parte del Cuzco con un ejército a Chile, en Coquimbo reemplazó a Quilicanta como gobernador (había sido nombrado por su padre hacia el 1490), favoreció a sus aliados locales y aseguró desde el valle del Aconcagua al del Maule instalando colonias de quechuas y diaguitas en Talagante y San José de Maipo y nombró como nuevo encargado de la región al viejo quechua Vitacura que vivía en aquel valle. En esta campaña el Sapa Inca logró pacificar el área entre el Aconcagua y el Cachapoal, construyendo pucaras en Aconcagua, Mapocho y Maipo; en especial Chena, Angostura y Merchacas.
Para algunos cronistas durante un año el Inca visitó sus dominios y dio regalos y atribuciones a sus aliados, los jefes locales Michimalonko y Tanjalonko, y se llevó consigo a muchos locales a otras partes de su imperio. Siguiendo esta versión, Vitacura fue enviado con tropas a explorar al sur, llegando hasta el río Biobío, tras esto cuando volvía fue confrontado en el Maule o en el Cachapoal (aprox. 1505). Posteriormente se realizarían campañas más al sur extendiendo su zona de influencia.
A fines de su reinado el Inca supo que en el sur del imperio, en el Valle de Chili, sucedió una nueva rebelión en el Aconcagua, el Mapocho y demás valles, siendo necesario enviar un poderoso ejército al mando de Anamanya, quien marchó por el Cuyo (para asegurar aquella región). Este restableció el control en la región y anexó algunas zonas de los promaucaes, Anamanya fue luego al Cuzco a informar al Inca y dejó un gran contingente de soldados al mando de un jefe llamado Chaco.
Tras la muerte de Huayna Cápac y el inicio de las tensiones entre sus herederos el ejército en Chile se retiró al Cuzco permitiendo una rebelión general entre el Aconcagua y el Maule, para esas fechas el valle de Quillota era el principal centro de poder de la comarca comprendida entre Choapa y Maipo. Una expedición punitiva dirigida por un primo de Huáscar (posiblemente llamado Apocamacinga) es enviada, pero la frontera imperial retrocede definitivamente hacia el río Maipo (aprox. 1527).
En Aconcagua y Mapocho se mantienen Quilicanta y Vitacura como gobernadores cuzqueños, mientras Tangalongo y Michimalongo lideran a los rebeldes, tras morir Atahualpa el desertor español Calvo de Barrientos es acogido por Michimalongo y lo convierte en su consejero militar (aprox. 1533).
En cambio a la expedición de Diego de Almagro, Quilicanta la recibe muy bien en el Aconcagua esperando que le ayuden, pero cuando el español se retira los jefes rebeldes lo expulsan del valle haciendo huir con sus hombres a Colina y Mapocho (aprox. 1536). En 1537 Quilicanta se alía con el jefe de La Ligua contra los rebeldes del Aconcagua pero la situación se mantendra estancada hasta la llegada de las tropas de Pedro de Valdivia.

### Segunda campaña al Chinchaysuyo

Territorios conquistados por Huayna Cápac, en color claro.

Se suele considerar que el Sapa Inca pasó cerca de diez años sometiendo las constantes rebeliones de tribus que se produjeron en el norte de su imperio (aprox. 1510-1520), las que terminaron por someterse tras llevarse a cabo varias masacres teniendo que repoblarse con mitimaes de los Andes centrales las zonas que resultaron más afectadas demográficamente. Actualmente se considera que el reino de Quito realmente no existió sino más bien una efímera confederación de las tribus de la sierra más poderosas (Cañaris, Puruaes, Otavalos y Cayambis) probablemente en un intento de frenar la expansión incaíca de Túpac Yupanqui, posiblemente los llamados Shyris fueron tal vez curacas que dirigieron la confederación durante la guerra. Algunos historiadores sostienen que el hecho que los cayambis se unieran a la confederación motivara las campañas de los incas contra los pastos para asegurar sus dominios al norte. Se debe considerar también que por su mayor desarrollo cultural los pueblos de la sierra fueron mucho más difíciles de conquistar y reprimir que los de la costa septentrional (Chonos, Huancavilcas, Manteños, Manabíes y Punaeños).
Diecisiete años tras su llegada el trono el Inca Huayna Cápac partió del Cuzco con 50.000 hombres al norte, pasó por Piura; en Tumbiz y fue invitado a la isla Puná. Pensando los punaeños que el monarca iba en las balsas, en mar los isleños aniquilaron a sus nobles que iban en señal de paz porque muchos de ellos no sabían nadar y en tierra los soldados que observaban fueron emboscados por los tumbesinos secretamente aliados de Tumbala, curaca de la isla. Esto desató la rabia del Inca y éste dispuso la provisión de balsas para tomar la isla y caer sobre los traidores. Vencida la resistencia, apresó a los jefes y los sentenció “pena de muerte digna de su traición y alevosía”.

"Hecha la notificación de la sentencia la ejecutaron con diversas muertes, como ellos las dieron a los ministros del Inca: que a unos echaron en la mar con grandes pesas, a otros pasaron por las picas en castigo de haber puesto las cabezas de los incas a las puertas de sus templos en lanzas y picas, a otros degollaron e hicieron cuartos, a otros mataron con sus propias armas como ellos habían hecho a los capitanes y soldados, a otros ahorcaron".

De la isla Puná que se dice quedó prácticamente sin varones adultos, regresó a Túmbiz y de ahí se dirigió a Quito. Huayna Cápac, inició una visita de su imperio que duró cuatro años, llegando hasta Chincha por la costa. Ya en el Cuzco, continuó la construcción de Sacsayhuamán que estaba por finalizarse.
Marchó a Quito y ahí nombró futuro curaca de la ciudad a Atahualpa tras hablar con sus hijos legítimos (aprox. 1514). Tras esto tuvo noticias de que los chachapoyas se habían rebelado, habían matado a orejones, tucricuj, villaomas y guerreros de la guarnición cuzqueña en Kuélap. Huayna Cápac preparó un escarmiento. Pasó con su poderosa tropa el río Marañón por encima de un puente hecho con balsas. Fue una gran proeza de ingeniería civil, porque en un solo día estuvo todo listo.
Cuando estaba a 10 km de Cajamarquilla, le salió al encuentro una embajada de mujeres dirigida por una hermosa dama chachapoyana, que había sido mujer de Túpac Yupanqui. La mamacuna le informó que no había varón joven o adulto en el curacazgo porque habían huido a los bosques por temor a su venganza y que, para que no cometa un error que su padre Túpac Yupanqui, que los había conquistado, lo lamentaría, terminó su larga petición con estas palabras:

“Suplícote, por quien eres, perdones a estos pobres. Y si no te dignas de concederme esta petición a lo menos concédeme que, pues soy natural de esta provincia que te ha enojado, sea yo la primera en quien descargue la lanza de tu justicia para que no vea la total destrucción de los míos”. “Bien parece –dijo Huayna Cápac, luego de una larga meditación- que eres mamachic, pues de tan lejos miras y previenes lo que a mi honra y a la memoria de la majestad de mi padre conviene (…) Vuélvete en hora buena a los tuyos y perdónales en mi nombre … Y para mayor certificación de que quedan perdonados llevarás contigo cuatro hermanos míos e hijos tuyos que vayan sin gente de guerra, no más que con los ministros necesarios para ponerlos en toda paz y buen gobierno”.

Después de eso, Huayna Cápac se regresó a la costa. Los chachapoyas quedaron tan agradecidos que, a partir de entonces, fueron vasallos fieles de los incas e hicieron un santuario en el lugar donde la mamacuna y el Inca habían platicado. La líder de los chachapoyas, Cuychaculla, fue llevada por Yazca al Cuzco.
Cuando visitaba su imperio en Tomepampa fue notificado de las rebeliones en el norte de su imperio, los recientemente sometidos mantas, caranques (o carangues), saramisus, otavalos, cara-puruhaés y demás se habían sublevado en masa al mando de Cacha o Caccha, señor cara, su general Calicuchima, Píntag o Pinto, el jefe de los cayambis, Nazacota Puento, Cantu y Quílago, señora de Cochasquí. Los rebeldes en una serie de ataques sorpresa reconquistaron Mocha, Liribamba y Tixán y avanzaron hasta los límites con la nación cañari pero la influencia inca sobre estos era muy fuerte y no pudieron sublevarla. Algunas guarniciones incas resistieron los ataques y se atrincheraron en sus fuertes esperando refuerzos que no tardaron en llegar. El ejemplo más importante fue en Quitu, la ciudad permaneció en poder inca por la resistencia de las guarniciones de los fuertes de Lulumbamba en el norte, Guanguiltagua al este y Guamaní al sur.
El Sapa Inca conocedor de los asesinatos masivos que sufrieron sus gentes a manos de los rebeldes decidió establecer definitivamente la paz en el norte de su imperio, movilizó más de 200.000 hombres para acabar con los rebeldes, la mayor fuerza inca antes movilizada, con la intención de someter a los rebeldes. Las tropas cuzqueñas partieron desde el nudo de Azuay a Puruguaya y desde ahí podían recuperar las provincias de Tacunga, Quito, Cayambi, Caranqui y Pasto. Los arrasando todo en su avance, en especial en el territorio de puruháes.
Durante la marcha al norte atacó a las tribus selváticas en la región de Loja, pucamuros y shuaras sin tener éxito en someterlos, tuvo que volver a Tomepampa a someter "a los indios macas y a los confines de los cañaris y a quisna y a los angamarca y a la provincia de Puray" con extrema crueldad. Después atacó a los rebeldes de Chanchán, Moca, Quesna, Pumallacta, Ticsambi, Tiucassa, Cayambi, Urcullasu y Tincuracu. Otras fuentes dicen que al salir de Tomepampa paltas, puruas, angamarcas, tomavelas, sichos y latacungas y tomó Cochasquí defendida por los locales.
Al saber esto Cacha ordenó expulsar a todos los colonos incas, quechuas, aymaras y collas desde el límite norte hasta Mocha y expulsó al gobernador inca de Quito, Chalco Mayta, quien pidió ayuda al Sapa Inca; todas las tierras entre el volcán Antisana (hoya del Guayllabamba) al territorio de los quillacingas estaban bajo el poder del monarca quiteño.
El poderoso ejército cuzqueño procedió de inmediato tomando rápidamente primero el fuerte de Achupallas y luego el de Pumallacta que estaban bien defendidos. El shyri quiteño optó por hacer grandes fortificaciones de Atapo Cacha nombró comandante en jefe de sus ejércitos a Calicuchima.
El Sapa Inca dispuso a acampar a sus tropas en las gélidas cumbres de Culebrillas, lugar con grandes construcciones para prepararse para la campaña. Los guerreros quiteños eran llamados pulucaris y los cusqueños auca runas, cuya vanguardia se componía de orejones (nobles cuzqueños), collas, chiriguanos, habitantes de la puna y la yunga además de disponer de amplios refuerzos de los que carecían sus enemigos; las tropas rebeldes se prepararon para la defensa reuniéndose para defender las murallas y fortalezas que dominaban el paso que llevaba hacia el norte, la gran planicie de Tiocajas. Como en la anterior guerra, los combates más sangrientos se dieron en Achupallas, donde estaba la mencionada planicie.
En la llanura de Tiocajas, frente al fuerte de Atapo, divide los cauces de los ríos Chambo y del Chanchán, ubicación estratégica lugar de tres grandes batallas conocidas, primero la victoria de Túpac Yupanqui sobre Epiclachima, la segunda fue el enfrentamiento de los hijos de los anteriores comandantes, Huayna Cápac y Calicuchima, y la tercera sucedida en 1534 enfrentó a las fuerzas de Sebastián de Belalcázar y Rumiñahui.
Los quiteños acamparon en Atapo y los cuzqueños al otro lado de la planicie en Charicanto. Tras meses de escaramuzas la batalla se inició cuando el Sapa Inca ordenó un gran ataque y los quitus se refugiaron en su fortaleza. Duro varios días con miles de muertos, hasta que ambas fuerzas quedaron debilitadas.

"Al momento en que aparecía el sol sobre la cordillera oriental se oyó un formidable grito, como una descarga eléctrica que estalló en las alturas. Retumbó el vacío con los turos, quipas y el trepidar de los tambores Puruhayes. Se desplegó al aire la bandera o punancha roja distingo de Patria y el ejército Shiry se arrojó formado de escuadrones uniformados con cushmas o camisas negras y chumbillinas o fajas rojas, atadas sus cabelleras con lienzos de diferentes colores según los ayllus o parcialidades a las que se pertenecían y bajo la cushna una coraza de tela gruesa acolchada de algodón o lana, donde se embotaban las flechas y armas corredizas, con cascos de madera fuerte chapadas de plata y oro".

"El General Calicuchima con sus aguerridas divisiones compuestas por los Tiquizambis, Moyocanllas y un cuerpo de sus aliados Macas y Agoyanes, Galles e Hichubambas, formó la vanguardia, a cuyos flancos estaban los afamados Lictos, Sicalpas y Huiñatucses, al centro los Licios con los Nabucs, Sananca, Huanes, Gompuenes, Quincahuanes, Chumugs, Achambos, Quimiags, Cebadas y otros, a la retaguardia los Xuncis, Tahualags y de batidores los Clumbis, Secaus y Quishu guares. Calicuchima estaba rodeado por su estado mayor formado por Conllocando, señor de Lican; Chamba, Pacana, Llagurima y otros Jefes de valor y pericia comprobados".

"Huayna Cápac mientras tanto observaba los movimientos del enemigo y mandó que formaran las avanzadas los Cañaris por ser más conocedores de esos parajes y a la retaguardia puso a los disciplinados orejones mandados por los Generales Tuqui Toma, Mihi y Colla Tópac. Al medio día los arenales ardientes se llenaron de los gritos de los combatientes, el caos, los golpes sordos y mortales, el desgarramiento de carnes y la muerte no daba respiro ni descanso".

"Chocaban las vanguardias y se entrelazaban los hombres en lucha cuerpo a cuerpo. Rodaban, se caían, volvían a rodar bañados en sangre y por último quedaban inertes. Los que avanzaban, pisoteaban los cuerpos sin vida. Todo era horror, muerte, sangre y exterminio. Y por doquier se escuchaban los ayes de los heridos, arrastrados por la arena en busca de un lugar de refugio, por las madres, hijas, esposas, que los habían seguido para proveerles de alimento y restañar sus heridas".

"El Shiry Cacha, por su imposibilidad física no estaba al frente de su ejército, pero había enviado la esmeralda que simbolizaba poder y patria para que el estandarte de oro reflejare sus destellos, infundiendo valor a los combatientes, quienes le habían situado en lugar alto y visible, resguardado por una escolta de gente escogida".

"El Inca se encontraba observando el desarrollo de la lucha y animaba a sus fuerzas con su ejemplo, y tras largas horas de exterminio, cuando ya el sol descendía al ocaso, la batalla aún seguía indecisa. Entonces los Orejones comenzaron a retroceder ante el ímpetu de los guerreros Shirys y en el momento en que la victoria sonreía a éstos, surgió la traición convenida y el ala izquierda huyó en desbandada y dio lugar para que los Orejones realizaran un movimiento envolvente formando una serie de tenazas. Ante esa grave situación, el ejército Shiry retrocedió presa del pánico y el enemigo atacó con mayores bríos".

"Calicuchima se multiplicaba para evitar que se produjera el desastre pero todo fue inútil y con algunos centenares de combatientes leales retrocedió frenando siempre el embate enemigo, hasta formar guerrillas que hostigaban por diferentes partes".

Se dice que el comandante quiteño fue herido de muerte por la traición durante la retirada por uno de sus propios oficiales, ya que durante los días de más ardua lucha entre defensores y atacantes los incas enviaron, como era su costumbre, infiltrados con sobornos para conseguir el apoyo de oficiales enemigos.
Los comandantes quiteños, Pillahuaso, Nazacota de Puento, Chimborazo y Illicando, escaparon al púcara de Pasñag con el resto de las tropas. Caccha organizó la retirada a las fortalezas de Pasñag, Galte y Chipo. Muchos soldados escaparon a Puruguaya Grande (o Urcullasu, según Garcilaso de la Vega), la comarca de los puruhaés ya había sido saqueada por la conquista de Túpac Yupanqui y luego cuando llegaron las tropas de Huayna Cápac resultó arrasada, desde ahí se iniciaría el lento pero firme avance a Quito.
Rota la línea defensiva quiteña en Tiocajas los quiteños retrocedieron a Mocha y se refugiaron en Cochasquí, Cayambe, Caranqui y Otavalo, tierras pobladas por pueblos famosos por sus tradiciones guerreras. Mientras que el Inca finalmente avanzó a Liribamba, a orillas del río Guacona, capital de los puruhaés, admirado de la belleza del lugar la salvó de ser saqueada. Desposó a Quispi Duchicela, hija del gobernador de Licto. De allí en adelante siguió victorioso hasta Anguato o Gatazo (que resistió algún tiempo el asedio) y confirmó que aún necesitaba vencer otra resistencia, la de Pillahuaso, gobernador de Píllaro, que le esperaba impasible. Por eso los combates siguieron sucediéndose por varios meses hasta que Pillahuaso cayó prisionero y el Sapa Inca, buscando su confianza, desposó a su hija Nari Ati y le incluyó entre sus más destacados consejeros.
Tras la derrota quiteña Caccha concentró sus guerreros en Taguán, Tucchucay y Patulú, al pie de las cabeceras del Xunxi en las llanuras y lomeríos de Taguala, Tatacto, Calshi y Luissa. Cuando llegaron los cusqueños se produjo el encuentro que pasaría a ser conocido como la batalla de Taguala-Xunxi o Tahualá-Xunxi.
La batalla enfrentó a los incas de la región central de Puruguaya, siendo conocida como el principal hecho bélico de la región, incluyeron a los locales xunxis, tabanes, tuchucayes y patulues sumándoseles los bulus de las zonas bajas (macajies, punies, sangaholes, puculpatas, luissas y calpis) al mando del gobernador local Montán o Mendeno, secundado por los capitanes Patahalo, Huizarán, Chilcanichi, Ipolongo, Agualongo, Sanaicela, Pilpicuji, Masabulu, Tomay y Limayco; los quitus se ocultaron en las cuestas de Calpi, entre bosques de Capulí e hileras de Cháhuar formados como punta de lanza y con fácil retirada a Licán y Luissa, donde tenían refuerzos. Los incas estaban en las llanuras alrededor del cerro, Xunxi-Tahualá, Calshi y Tatacto, los incas sabían que el enemigo quería cortarles la retirada a Mocha. Los incas estaban bajo el mando de los generales Chalco Mayta y Mihi, y los capitanes Curiargos, Huaraca, Poma, Chapaber, Chuquimarca, Cuasihuaraca, Chuquicóndor, Casinga, Toca, Quispe, Hualcamaygua, Quindi, Huaman, Chuquipoma, Cargua, Auqui, Cacha y Maygua. La vanguardia inca formada por auca runas y apocóndores avanzó a las posiciones quiteñas, la línea quiteña se extendía desde el actual llano de San Pablo al arenal de Luissa, cada escuadrón o bulu era según la tribu de origen con un símbolo propio. Los primeros quitus que encontraron a los incas fueron los del capitán Pilpicuji, que hacían guardia en la loma arenosa de Xunxi. Luissa estaba bajo las tropas quiteñas de Guilcapi, Paguaysaca y Paguay. Montán se ubicó con sus tropas entre Tagualá, Cashi y Tatacto. Mihi avanzó con sus tropas y tomo Calpi tras días de lucha, bajo presión incaíca los quiteños huyeron a Licán, en las laderas del Itsabug acosados por el enemigo.
Los quiteños tras semanas de lucha fueron empujados al norte a Luissa, donde los incas trataron de cortarles la retirada, sin mucho éxito. Entonces los cuzqueños decidieron acabar con sus enemigos, acamparon a orillas del Chibunga, a medía legua del enemigo, Montán fortifico sus defensas aprovechando la geografía, las muchas hondonadas y quebradas, dispuso tropas en la retaguardia (cuestas del Chimborazo, Clio, Chucabi, Pulug e Igualata), en los pastizales de Pasguazo y Chuquiaoguio oculto atrás para evitar que los incas intentarán rodearlo por el camino de Mochapata. El capitán quiteño Pilpícuji se ubicó en la zona rocosa de Patulú, mientras los incas enviaban espías o chapac a vigilar al enemigo. Una mañana muy neblinosa y fría (aunque era verano) en la que solo se veían los grandes volcanes Chimborazo (Urcullasu para los incas), Carihuayrazu, Pastaza, Tungurahua, Cundurazto, Callanes, Quilimas y Sangay, se inició la batalla. La vanguardia quiteña formada como rectángulo cerca de Xunxi al mando de Pilpícuji esperaba a la avanzada cuzqueña al mando de Toca, Huaraca y Curiargos, formada por incas, huancas y chachapoyas. Las fuerzas quiteñas se atrincheraron en las quebradas, al amanecer los incas atacaron cantando con música de tambores, el choque fue brutal, pero la disciplina inca pudo más y derrotaron a la vanguardia y tomaron las fortificaciones enemigas, los quiteños retrocedieron al norte.
Ante la importancia del encuentro Huayna Cápac llegó a comandar la batalla, tras los feroces encuentros iniciales los combatientes no se atacaron hasta cerca de uno o dos meses, luego ante la cercanía del invierno el Sapa Inca ordenó a sus generales Mihi y Chalco Mayta atacó, los guerreros de Apocóndore, Nazca y Cóndor atacaron Luissa donde estaban los quitus de Guilcapi, la línea defensiva rebelde empezó a retroceder hasta llegar al río Asaco, luego vino la toma de las colinas de Calshi y Tatacto, donde Chalco Mayta dirigió el ataque. Tras varias semanas de feroz lucha el Inca envió a sus Orejones de su guardia personal a apoyar en Xunxi, empujando al enemigo a las cercanías de Chuquipoguio donde la vanguardia quiteñas les impidió el avance. Luissa quedó aislada y todos los rebeldes murieron defendiéndola. Montán formó una última defensa con los capitanes Chilcanichi, Ipolongo, Agualongo, Simaycela y Masabulu, Montán fue capturado mientras combatía en la quebrada de Asaco. La retaguardia ubicada en Pulug, Chucabi y otras alturas escapo a Mocha, donde estaba el cuartel general de Caccha, que ordenó seguir la lucha.
Con ello terminó la lucha en el valle de Chambo de los puruhaés o puruguayes, en torno a Mocha se establecieron las defensas rebeldes en la garganta ceñida por el Puñalica y el Igualata. Huayna Cápac conocía bien la zona, había estado anteriormente con su padre, tomó las alturas de Casaguala, venció a los puninas y tubones, y tras feroz resistencia tomó las fortalezas de Tigua, Apagua y Zumbahua, para terminar de entrar triunfante a Mocha donde capturo a Ati de Pillaro.
Montán fue llevado a Cuzco donde murió. Se le reemplazó en el cargo de gobernador de la comarca por el mitimae Toca que fue ejecutado al año siguiente por Atahualpa por desobedecerle, le sucedieron su hijo Capo y luego su hermano Chala. Se fundaron varias colonias en la zona, Paucara, Chalca, Cullagua, Arunai y Chaquimarca, que siempre estuvieron en conflicto con los locales o llactayos.
De allí siguió a Tacunga donde peleó con los Panzaleos, Poalos, Toacasos y más cacicazgos y tuvo que despachar al general Auqui Toma, que en movimiento envolvente hacia el norte llegó a ponerlos en fuga. El Sapa Inca, en cambio, arribó a Lli y enfrentó a la curaca Quilago, la derrotó y tomó prisionera, pero viendo que tenía buena presencia, la solicitó a ella, que aceptó y le entretuvo con algunos achaques nacidos de su voluntad. El monarca muy gentilmente le dio libertad y ella regresó a su palacio, donde hizo cavar un hoyo profundo en su recámara y le mandó a llamar, pero el Inca tuvo noticia de esa felonía y al llegar a la dicha recámara, tomó al lado de la puerta y la empujó, haciéndola caer en el pozo, que fue sepultura de su cuerpo y de algunas de sus criadas.
El avance cuzqueño era firme y recibía continuamente refuerzos, mientras que los quiteños cuyas fortalezas detenían temporalmente el descidido avance incaico, mientras los quiteños retrocedían al norte paulatinamente cada vez más debilitados. Los rebeldes practicaron una política de tierra arrasada mientras se refugiaban cada vez más al norte, incluida la misma Quito, cuando el Sapa Inca llegó donde estaba la ciudad solo encontró ruinas y cenizas. Huayna Cápac reconstruyó la ciudad y pasó gran parte del resto de su vida viviendo y reinando desde ahí.
Huayna Cápac para someter a los rebeldes caranques y cayambis, primero conquistó el área al norte de estos, tierra de pastos y quillacingas y les cortó la retirada y los abastecimientos. Los pastos fueron muy difíciles de someter, pues al ocupar el imperio la zona de Ipiales, los pastos se refugiaron en la Cordillera Occidental y lograron expulsar a los ocupantes. Los incas prefirieron entonces avanzar por el piedemonte amazónico a través del territorio de los Cofán, esto se debió a que el Sapa Inca creyendo la situación dominada tras la poca resistencia inicial volvió a Tomepampa con la mayoría de sus fuerzas, dejando unas pocas con el general Auqui Toma quién acaba de ser vencido en su incursión a territorio de los quillacingas. Tras esto los locales apoyados por los caranques del cacique Otavalo los emboscaron y masacraron; la derrota de la división del general Auqui Toma motivo la llegada de refuerzos de Atahualpa y Ninan Cuyuchi, tras feroces encuentro, en uno de los cuales Atahualpa sufrió la mutilación de una oreja los pastos fueron vencidos y Otavalo fue capturado y ejecutado (aprox. 1515) llevando las fronteras hasta el río Ancasmayo. Se dice que Atahualpa permaneció largos años en la región de Caranque, en el valle del Amazonas donde se ganó el apoyo de los locales, luego volvió a Cajamarca y de ahí fue a luchar al norte nuevamente.
Con las tropas cuzqueñas ya en un avance incontenible cae Quito y luego las fortalezas de Cochasquí y Guacchalá, baluartes de los caranquis, el Sapa Inca ordenó perseguir a los derrotados, Caccha y sus generales Nasacota de Puento, Pintac y Quivi llegaron a Taita (provincia de Imbabura), cerca de Atuntaqui, reducto de los otavalos se encontró con las tropas enemigas, el rey ante la imposibilidad de huir decidió entablar la batalla. Se hallaba atrapado porque la región de Pastos estaba bajo control incaico.

"Huayna Cápac y Auquitoma pusieron sitio a Atuntaqui y una madrugada creyeron tomarla por sorpresa pero las legiones del Shiry estaban prevenidas y ofrecieron tan ruda resistencia que una ala incásica flaqueó y se desbandó. Auqui Toma quiso contener a sus despavoridos soldados mientras en el otro extremo el General Guanca Auqui resistía el empuje de los Quilcas, que trataban de poner en fuga a los Orejones; mientras en el centro Huayna Cápac con los avancuscos y orencuscos batallaba contra Nasacota Puento y Píntac. Todo era un solo griterío y los soldados mordían la tierra en su caída y se levantaban con mayor furor. Por doquier se volvían a escuchar los ayes y lamentos de los heridos y agonizantes y la situación se empezó a poner angustiosa para los Incas.
Pintac cargó con furor y violencia y logró cercar a Huayna Cápac, que cayó herido y fue salvado por cuatro bravos capitanes que ofrendaron sus vidas, sacándole del cerco mortal que le rodeaba. La tropa ya le creía muerto y en el campo Shiry se escuchaban gritos de frenética alegría".

"Después de tan dura experiencia Huayna Cápac pudo retirarse a Tomebamba con sus diezmadas tropas, mientras el Shiry Cacha construía dos fortalezas más, una en Resillo y otra cerca del río Chota; pero el Inca obstinadamente regresó casi enseguida y aunque propuso la paz, fue rechazado. Un nuevo ataque, que duró diez días, reinició las operaciones. El Shiry en persona intervino en la lucha estimulando con su presencia a su gente desde su litera de enfermo y en lo más recio del combate Auqui Toma realizó un movimiento envolvente y colocó a sus hombres al pie de los terraplenes de la fortaleza, instantes en que fue aplastado por una gran roca que le echaron de arriba y como la batalla se paralizó por la sorpresa de su muerte, un Orejón lanzó su arma a distancia y logró atravesar a Cacha por el costado, matándole de contado".

Según relata el padre Juan de Velasco, el ver a su rey muerto fue demasiado para los quiteños y perdieron el orden de batalla y la moral. Entonces estos reconocieron a Paccha Duchicela, hija de Caccha, como su nueva reina. Ante esto Huayna Cápac vio lo inútil de toda lucha y promulgó un perdón general a los vencidos, asistiendo a los funerales con sus generales, tomó a Paccha como esposa y así garantizó la legitimidad de todos sus hijos con ella (aprox. 1517).
Tras la derrota un hermano de Caccha llamado Pintag o Pintac organizó con 1000 hombres una guerrilla en el valle de los Chillos, provincia de Pichincha, pero fue capturado y murió en prisión. Tras su victoria el Sapa Inca volvió al Cuzco pasando por Tomepampa, para dedicarse a visitar su imperio. Pero se enteró de la nueva sublevación de los caranques y caranquis (o caranguis) al mando de Nazacota de Puento, otro de los hermanos de Caccha, decidido a culminar aquella guerra el Inca se pone al frente de una división. Las otras dos serían comandadas por los generales Michi o Mihi, de los Orejones del Hurin Cuzco y Toma Auqui del Hanan Cuzco, sus tropas se componían de hombres recién reclutados en el Collasuyo y los veteranos del Chinchaysuyo. Tras destruir los fuertes de Aloburo y Yuracruz se dio la batalla final en torno a la fortaleza cerca de la actual ciudad de Ibarra, junto a una laguna. El ataque al fuerte sería dirigido por el centro por el Inca y por los flancos por sus generales cuya misión era rodear a sus enemigos.[cita requerida]
La batalla duraría varios días y, al cabo de un tiempo, el monarca daría la orden de retirada. Sus tropas lo siguieron y tras ellos iban sus enemigos, que salieron de la fortaleza con el deseo de aplastar a los incas definitivamente. Justo en ese momento, las tropas que debían flanquear la fortaleza salieron de sus escondites respectivos y las tres columnas atacaron la fortaleza de tal modo que la lograron ganar completamente. Las represalias fueron, al estilo del Inca, muy severas. Como dice el historiador Raúl Porras Barrenechea, Huayna Cápac "deseaba ser tan temido que de noche le soñaran los indios".
Jaime Cirilo Vallejo, campesino de más de 70 años de edad, reveló que, durante su Conscripción Vial, participó en 1948 en la apertura del camino desde el antiguo muelle de Yahuarcocha hasta el pueblo del mismo nombre. En estos trabajos, se topó con una “capa arcillosa y esponjosa, muy liviana y de color blanco, de 1 m. de grosor y de 1.50 a 2.00 m. de ancho, en la que había osamenta humana en cantidades considerables, con esqueletos desarticulados y montones de cráneos”...“se volvió a cubrir esta osamenta con tierra”. Tras la batalla Huayna Cápac fue muy duro y masacró a miles e incluso a decenas de miles de personas, los historiadores y cronistas no tienen un consenso sobre cuantos (aprox. 1517).
De acuerdo al cronista Murúa (1616), Huayna Cápac ordenó que 40.000 guerreros del ejército imperial rodearan la laguna y que 30.000 soldados arremetieran contra los soldados nativos parapetados en las lomas. Entre ruidos de tambores, flautas, y churos (pututos) se enfrentaron los dos ejércitos causando una mortandad exorbitante en los dos bandos, tanto que las aguas se tiñeron de sangre. De ahí viene pues el nombre de Yahuarcocha, para esta laguna, conocida anteriormente como Cochacaranqui, según señala Espinosa Soriano (1983). Aunque algunos la llamaban laguna de Otavalo.
La población nativa masculina quedó reducida a muchachos de doce años, razón por la que los Caranquis fueron apodados como huambracunas. Según Herrera y Tordesillas (1615), se arrancaron los corazones de 50.000 personas, aunque basándose en Cieza de León (1553) se cree que esta cifra es exagerada, ya que la tradición recogida por él indicaría que la matanza de la laguna no pudo ser mayor a 20.000 personas. Sotomayor relata que: "A dos mil de ellos (según el Inca Garcilaso de la Vega) o a 20 mil (según Pedro Cieza de León). Huayna Cápac los hizo degollar junto a una laguna que desde ese día se llamó Yahuarcocha (laguna de sangre)." El comandante rebelde, Nazacota de Puento también murió en la batalla.

### Invasiones guaraníes

Mapa de los Caminos del Inca a finales del reinado de Huayna Cápac.

De acuerdo a los testimonios de Cabeza de Vaca una segunda migración de los chiriguanos se produjo al oeste, al Tahuantinsuyo, entre 1513 y 1518; además el conquistador español Domingo Martínez de Irala relata que una tercera se produjo en 1519-1521.
Los chiriguanos partieron del Gran Chaco (territorio en el que los incas habían entrado sin éxito durante el reinado de Túpac Yupanqui) y penetraron en el Collasuyo. Enterado de la invasión el Sapa Inca mando a su experimentado general Yazca a dirigir la campaña. Este partió con tropas de Catiquilla, Cajamarca, Huamachuco, Chachapoyas, Tumayrica, Chinchay Cocha, Tartima y Atabillos pasó por el Cuzco y donde los apoyaron con hombres los gobernadores Apochila, Quita y Auqui Topa Inga, a enfrentar a sus enemigos pero primero procedió a reclutar un gran número de tropas entre los collas, Yazca llegó con su ejército y tras duros y reñidos combates se impusieron expulsando a los guaraníes de regreso a sus tierras, aquí algunos de los prisioneros fueron enviados por el general a Quito para que su señor conociera como eran los chiriguanos. Huayna Cápac deseoso de asegurar su frontera ordenó además que se conquistara los llanos de Grigota, territorio del Chaco donde actualmente se encuentra la ciudad de Santa Cruz de la Sierra, algunos también dicen que la campaña contra Moxos se produjo bajo su administración. Lo cierto es que se fundó un gran fuerte en Samaipata que se convirtió en capital de la provincia. Se debe mencionar que Felipe de Alcaya, cura de Mataca, considera que ambas expediciones las realizó Huayna Cápac mientras que Garcilaso las fecha en el reinado del padre, siendo la primera la de Moxos.
Garcilaso dice que al saber esto los chiriguanos (ya que según ellos sabían o creían el Inca mismo estaba en Samaipata) lanzaron una nueva campaña:"cinco mil de ellos vinieron para Grigotá y mil se quedaron en la provincia Itatín donde hoy hay más de ocho mil… Y los mil restantes fueron a ver a Mango Inca, de los cuales han quedado pocos porque hallaron gente de guerra que los fueron matando...". En cuanto a la campaña contra los moxeños o chunchos: "Una vez realizada la conquista, no con poco trabajo, pobló la región con gente que había traído. Ante la noticia de la muerte del Inca y la llegada de los españoles, esta gente se quedó en Moxos". Los colonos establecidos en la zona según Alcaya eran poco más de mil, tan pocos que durante algún tiempo el Inca pensó en regresarlos al Cuzco. Garcilaso habla que se fracasó en conquistar a los chiriguanos pero en la historia de los Incas de Pedro Sarmiento de Gamboa se afirma que en tiempos de Huayna Cápac los chiriguanos se hallaban alzados.
Yazca (Yasca, Yachka) se dedicó a reconstruir con sus tropas las tierras y pueblos arrasados por la guerra, dejando en la frontera fortalezas con guarniciones pudiendo volver triunfal a Cusco por rechazar las invasiones, tras esto el Inca premió a sus tropas licenciándolas.
El cronista Bartolomé Arzáns de Orsúa y Vela señala que los guaraníes invadieron con éxito las provincias de Charcas, Porco y Chichas saqueándolas y luego retirándose muchos de ellos, pero otros se establecieron en las sierras de las comarcas. Cuando tras tomar Cantumarca intentaron continuar su expansión al interior del imperio, el Inca Huayna Cápac con sus generales y un gran ejército llegó a detenerlos. Tras establecerse en Tarapaya ordenó que 4.000 soldados al mando de uno de sus hijos reconquistara Cantumarca pero fue atacado por 3.000 guaraníes y perdieron 200 hombres. Tras enterarse de esto, el mismo Sapa Inca marchó con sus fuerzas y derrotó en batalla a los chiriguanos, matando más de 6.000 y forzando a los restantes a huir a las montañas de Charcas, después recuperó Cantumarca y llegó hasta el actual Potosí donde inició la explotación de las minas de plata de la zona.
En 1521 el explorador portugués Aleixo Garcia, estando en Santa Catalina, supo de la existencia de un gran reino al oeste gobernado por un Rey Blanco (Huayna Cápac, quien estaba en el Cuzco), por lo que decidió conquistarlo. Siguiendo el río Paraguay tras cuatro meses llegó con su ejército (en su mayoría guaraníes) y se estableció en Paraguay central y se preparó para seguir su expedición (1522) haciendo alianzas con otros caciques guaraníes para conceguir más guerreros.
Entre 1523 a 1526 García y un ejército de 2.000 guaraníes atacaron la frontera con los incas en la región de Cochabamba y cerca de lo que es la actual ciudad de Sucre, llegando a menos de 150 km de Potosí (escuchando las historias sobre las Montaña de Plata de la que había oído rumores en Santa Catalina), cruzaron el Chaco, subieron por el río Pilcomayo, tomando algunos pucaras pero no los principales, Samaipata e Incallacta. Incluso, se dice que derrotaron a un ejército de 10.000 incas al mando de Yazca. Sin embargo, a pesar de sus éxitos iniciales terminaron expulsados, pero logrando saquear gran parte de la zona por la que pasaron. Pero la expedición terminó mal, cuando regresaron por el norte del Chaco siguiendo el río Paraguay fueron emboscados y masacrados por los payaguás cuando volvían al Paraguay.
A pesar de las derrotas, los guaranís fueron grandes guerreros y cada campaña les costó mucho a los incas en cuanto a hombres y recursos.
Desde antes de 1530, los pueblos tupinambas de la costa brasileña empezaron a huir al interior del continente ante los ataques y esclavitud a los que les sometían los portugueses desde 1500, llegando en algunos casos hasta el Tahuantinsuyo.
Los guaraníes tenían cierta idea de un Padre primordial, Ñamandú, creador de todo y origen de la palabra. Esa palabra que tuvo siempre profetas fascinantes. Y perduró siglos entre ellos la esperanza mesiánica de una Tierra sin males, hacia la cual se produjeron migraciones desastrosas de «diez mil tupinamba, de 1540 a 1549, desde Pernambuco hasta Perú, donde llegaron solamente trescientos; y la que condujo, entre 1820 y 1912, a tres tribus guaraní del Paraná superior hasta la costa del Atlántico». Entre 1561 y 1639 60.000 tupinambas emigraron de la costa noreste de Brasil al Perú huyendo de los portugueses, al encontrar blancos ahí también se dirigieron al centro de la Amazonía, iban en varios grupos y tuvieron que vencer varias tribus enemigas en su viaje.
En el contexto de dichas migraciones, entre 1553 y 1554 se produjo una batalla entre las tropas de los Incas de Vilcabamba y 8.000 guaraníes, venciendo estos últimos y pasándose a establecerse en zonas de las faldas orientales de los Andes.

### Muerte
Estando en Quito, hizo llamar a su hijo Huáscar, y ahí le expresó su voluntad de no desamparar a Atahualpa, nacido de la hija del curaca de Quito; Huáscar no se opuso a ello, de modo que, sin sospecharlo, el Inca Huayna Cápac, había condenado a una guerra fratricida entre sus hijos y a la desmembración del Imperio.

“Yo me voy a descansar al cielo con nuestro padre el sol, que días ha me reveló que de lago o de río me llamaría.

Y, pues, yo salí del agua con la indisposición que tengo, es cierta señal que nuestro padre me llama.
Muerto yo abriréis mi cuerpo como se acostumbra hacer con los cuerpos reales.
Mi corazón y entrañas con todo lo interior mando se entierre en Quito en señal del amor que le tengo.
Y el cuerpo llevaréis al Cozco para ponerlo con mis padres y abuelos”
Encomiéndoos a mi hijo Atahuallpa, que yo tanto quiero, el cual queda por Inca en mi lugar en este reino de Quito y en todo lo demás que por su persona y armas ganare y aumentare a su imperio.
Y a vosotros los capitanes de mi ejército os mando, en particular, le sirváis con fidelidad y amor que a vuestro rey debéis, que por tal os lo dejo para que en todo y por todo le obedezcáis y hagáis lo que él os mandare, que será lo que yo le revelaré por orden de nuestro padre el sol.

También os recomiendo la justicia y clemencia para con los vasallos para que no se pierda el renombre que nos han puesto de amador de pobres y en todo os encargo hagáis como Incas hijos del sol”.
Testamento de Huayna Cápac, sacado de “Comentarios Reales de los Incas”, Inca Garcilaso de la Vega#GGC11C

Huayna Cápac, de retorno al Cuzco, hizo repoblar con mitimaes, diversos lugares del Imperio, especialmente las tierras conquistadas en la costa hasta Caranque y Quito. Mandó terminar la gigantesca red de caminos, que se encontraba conformada por el “Camino de los llanos”, de la costa y el “Camino de la sierra” o “Qhapaq Ñan” o “Camino de Huayna Cápac”.
Estando el Sapa Inca en Tumipampa, recibió la noticia de la llegada de los españoles a la parte occidental de América del Sur: Vasco Núñez de Balboa, había descubierto el Mar del Sur, en 1513. En 1515, los españoles ya conocían el Perú, con ese nombre.[cita requerida]
Finalmente, el Inca Huayna Cápac, muere antes de la llegada de los españoles. En algún año entre 1523[cita requerida]y 1527, más probablemente en 1525 en Quito o Tomepampa.[cita requerida]
Julio R. Villanueva Sotomayor, en su libro “El Perú en los tiempos antiguos”, nos dice que antes de la muerte de Huayna Cápac, éste convocó a la corte y les ordenó que cuando muriese, se hiciese lo siguiente: “Mi corazón y entrañas con todo lo interior mando se entierre en Quito en señal del amor que le tengo. Y el cuerpo llevaréis al Cozco para ponerlo con mis padres y abuelos”. Cuando murió Huaina Cápac, se cumplió su deseo.
En cuanto a su sucesión Huayna Cápac murió producto de una peste en Tumipamba, viruela según algunos cronistas venida de América Central, también murieron por la peste varios nobles en el Cuzco, la madre de Atahualpa también sucumbió a la peste, al igual que Ninan Cuyuchi (sucesor designado por el Sapa Inca) murió en Quito, el imperio quedó sin gobernante y los nobles cuzqueños nombraron a Huáscar, quien era regente en la capital mientras su padre estaba en campañas.